# ビックリマン2000
『ビックリマン2000』（ビックリマンにせん）は、1999年11月1日から2001年2月26日までテレビ東京系列で放送されたテレビアニメ。テレビ東京とNASの共同製作。全68話。毎週月曜 18:30 - 19:00に放送。

## 概要
ビックリマンシール14代目『ビックリマン2000』を原作とし、アニメのストーリーはシールの中盤まで（全12弾中7弾までの凶悪魔編まで）を描いている。後に続編のオンライン小説『ビックリマン2000 集中豪無編』が公式サイトに掲載された。
放映ネットワークはテレビ東京系、制作はスタジオコメットが担当。ビックリマンのアニメシリーズにおいては初めてテレビ朝日系列および東映動画制作から離れた作品となっている。
映像ソフトは、2000年から2001年にかけて全68話を「星天使編」（全9巻）「聖戦士編」（全7巻）「星騎使編」（全4巻）の全20巻（VHS）に分けて、日本コロムビアから発売&レンタルされたが、全て絶版。その後2005年から相次いでビックリマンシリーズのDVDが発売されたが、2022年10月以降現在、DVDやBlu-ray版は発売されていない。なおVHS版は、劇中のテロップ（キャラ名称とバカラの肩書）は使われていない。
かつてのビックリマンシリーズは、シールとテレビアニメではストーリーが違っていたが、本作では両者の製作スタッフの連絡を密にし、アニメで初登場したキャラクターが後にシール化されるといったこともなされた。また、時系列では『スーパービックリマン』の続編に当たる。
第2期オープニング「戦使達の翼」を歌ったユニットCOAは、後に『祝!(ハピ☆ラキ)ビックリマン』でオープニングを担当した高取ヒデアキの旧ユニット。

## ストーリー
次界卵編
天使対悪魔の戦争が遥か昔の出来事となった世界。数々の「ゾーン」が点在する聖魔和合界と呼ばれるその世界では、天使属と悪魔属が共に暮らす平和な時代となっていた。
だがある時、世界を滅亡させうる「混沌」を封じ込めていた聖蓋が外れ、その邪悪なエネルギーが世界を満ち溢れるようになってしまった。聖魔和合界の長スーパーゼウスも、聖魔和合界の首都「天城京」と共に「混沌」に呑み込まれて肉体を失い、魂だけの状態となる「Z化」を起こして力を失ってしまった。「混沌」によって天使属は呑み込まれ、悪魔属は凶暴化して我を失い、世界は滅亡の危機に陥っていた。
そんな時、Z化したスーパーゼウスを助け出した聖守、賢守カンジーは悪魔属に追われて逃げ込んだ「六手の里」で、スーパーゼウスが持ち出した謎の秘宝「天源核」を使いこなす天使の少年、星天使タケルと聖守天助ポーチと出会う。そして4人は共に世界を救うことができるという「次界卵」を求め、数々のゾーンを旅していく。
凶悪魔編
次界卵編から3年後、再び聖魔和合を成した聖魔和合界は平和な日々を送っていた。しかし、突如として現れた「凶悪魔」の襲来によって新たな戦いが始まる。そしてタケル達は「聖魔和合軍」を結成して「凶悪魔」の目的や正体の調査に乗り出す頃、バカラの元に謎の少年・ダーツが現れる。やがて復活する「戦神」、そして訪れる二つの異次元世界、「魔凶次元」と「幻次界」、そしてタケルたちは世界の存亡をかけて「戦神」に戦いを挑む。

## 登場人物

### タケル一行
星天使タケル（せいてんしタケル）→星戦使タケル（せいせんしタケル）→星騎士タケル（せいナイトタケル）
声 - 富永み〜な（現：冨永みーな）
本編の主人公。活発な性格をした天使属の少年で、戦使トーサンダーと七代目静女天の息子。
「六手の里」でタフ鎧の指導の下、第一級の天使となるべく修行を続けていたが、本人はあまり気乗りしていなかった模様。そんなある日、悪運ゴールに追われたカンジーとスーパーゼウスに遭遇、そこで「天源核」を手に入れて悪運ゴールを倒す。その後「天源核」はブーメランに埋め込まれ、武器に用いる。当初は戦使としての自覚に欠き、勝手気ままに行動するが、「次界卵」を探す旅の中で心身ともに成長し、父と同じく「星戦使」の称号を襲名する。後の「凶悪魔編」では、老齢Xに惑わされて混沌に飲まれそうになったところをグリニッジ神官に救われ、彼から出題された「心」を理解したことで「星騎士」へと覚醒する。
「戦使の遺伝子」を身に宿しているが、遺伝子の力は用いず、ほとんど本人の戦使としての自覚のみで戦い抜く。
天助ポーチ（てんじょポーチ）
声 - 田上香織（現：たがみかおり）
「六手の里」でタケルと出会う聖守の少女。愛用のポシェットにZ化したゼウスが乗り移ってしまったため、仕方なくタケルたちと同行する事となった。
我侭だが純粋で夢見がちな性格で、「運命の天使様」と称する理想の男性天使属を探して旅している。恋愛に一切の妥協は無く、理想が高過ぎる所がある。小さい頃は「スクールゾーン」の学校に通っており、そこで満点才如の教えを受けていた。その頃に魔法を学んだが結構サボっていたため、金たらいを落としたり浴衣を出したりする事くらいしかできない。不機嫌になると「プップクプーのプー」と言いながらむくれる。
元々の運命では「六手の里」でタケルやカンジー達と出会うのはコーラルであり、本来なら彼らとは出会わず、次界卵をめぐる戦いにも一切関る事がないはずだった。しかしW仏KINGによってその運命を改変され、ごく普通の少女から「戦使の聖守」としての道を期せずして歩み始めることになった。
賢守カンジー（けんしゅカンジー）
声 - 鈴木真仁
Z化したスーパーゼウスを連れて「六手の里」に逃げ込んできた聖守。相手の弱点を見通す「千里ゴーグル」をかけ、世界の様々な知識が記された「百化辞典」（尊敬するシャーマンカーン著）を常に持っている博学な少年。親友のケーシーいわく、学校一の秀才だったらしい。
元々は「天城京」に住んでいたが「混沌」が溢れ出した事でそこを追われ、その最中に埴輪に憑依したスーパーゼウスを拾った。そして悪運ゴールに追われ、「六手の里」に逃げてきた。シャーマンカーンに似た服を着ている。礼儀正しく、常に敬語で話す大人しい性格だが、ハンドルを握ると豹変して過激な性格になる。
「天城京」を逃げる途中で、悪魔絶メッ鬼によって親友ケーシーを「魂壷」に落とされており、それが原因で悪魔を厭み、心ならずも差別してしまう事が多く、そこに付け入られてカリスマデビルに意思を乗っ取られてしまったことがある。
スーパーゼウスZ
声 - トニーヒロタ
天使属のヘッドで、聖魔和合界の中心人物でもある。詳細はスーパーゼウスを参照。
愛助コーラル（あいじょコーラル）
声 - 鮭延未可
行方不明の兄を探して旅を続ける聖守の少女。オッドアイと赤と青の紐でまとめたお団子頭が特徴。
「ダイキョウゾーン」でタケルと出会うが、その出会い方はポーチと全く同じだった。タケルはこの出会いに何らかの因果を感じるが、コーラルは一切気に留めず、年齢相応の無邪気さと奔放さでタケルを翻弄する。ポーチと同じく魔法を使うことが可能で、ポーチに比べてその種類は多いようだが、どの魔法も完成に3分かかるという欠点がある。レッドゾーンで凹十魔に誘拐されるが本人は一切気にとめず、むしろ親しげに接して友人となる。その縁は凶悪魔編にも続き、凹十魔にタケルたちの助けになるよう願った。
その正体は戦使の傷を癒す力を持つ、「六手の里」でタケル（後に戦使となる者）と出会う事を運命付けられた聖守だった。しかしそれを望まなかったW仏KINGによってその力と記憶を封じられ、「六手の里」にも訪れることはなかった。しかし運命の履行力によって力と記憶を奪われながらも「ダイキョウゾーン」でタケルと出会い、次界卵編の終局で封印を為していた髪を縛る紐が千切られた事により力と記憶を取り戻し、タケルを助けた。またW仏KINGによってW属に改変されており、アズールの天使属時の姿にされている。コーラルが兄と呼んでいたのは、無意識の内に察したもう一人の男としての自分、アズールの事であった。
凹十魔（おうとま）
声 - 近藤孝行
「レッドゾーン」に住むオープンカーの姿をした機械の悪魔。語尾に「ブロロロロ」や「ブオン」といった排気音をつける口癖がある。ポーカードの命令でコーラルを誘拐したが後にその純真な心に惹かれ、悪魔軍を裏切ってコーラルに味方する。凶悪魔編ではその縁で「チームゼウス」の移動手段となった。
糖衣嬢（とういじょう）
声 - 仲尾あづさ（子供時代は川名しのぶ）
タケルたちに同行する聖守。語尾に「ですの」とつける。父親は893医師であり、同時に自身も悪魔の影響を受けているので、火を見たら魔守になり口調と目付きが変わるが、時間がたつと戻る。893医師を尊敬していて893医師から技術を学んでいる。893医師のもとから去ったものの、893医師に一歩でも近づくために勉強している。邪伝子の影響を受けなかった。
虹天使ダーツ（こうてんしダーツ）
声 - 小林由美子
幻次界の王マルコネオンの息子で幻次界の王子。性格は真面目で心優しい。タケルに会おうとしたが、場所を間違えてバカラに会った。しかし、大半の記憶が消えて覚えているのは自分の名前、タケルの名前と破断塔の形だけだった。記憶を取り戻した後は自身の隠された力を目覚めさせた。のちに五造大神の「心産みの神」になる。

### バカラ一行
バカラ軍曹→バカラ伍長→バカラ大将
声 - 入江雅人
通称バカラ。悪魔軍の軍人で、幾度となくタケルたちと出会う巨漢の悪魔。ゲンカク番長と時幽心コマチの息子。
たくさんの肩書きを持っており、名乗り口上のときに毎回異なる肩書きを名乗る。肩書きは長くて複雑なものも多く、基本的に毎回テロップが表示される。
飛行艇ガスベラスを操り、ピンゾロイドとダンディーラーを引き連れる。タケルとカンジ―を「少年」、ポーチを「少女」（凶悪魔編では糖衣嬢も）と呼び、正々堂々とした戦いを好み、曲がったことが大嫌いという悪魔らしからぬ性格。実際にタケルを簡単に圧倒するなど、かなりの実力を持つものの割と抜けた面も持っているために作戦の詰めが甘く、最後には逆転されてしまうことがほとんどだが、どこか憎めない人物。悪魔には感染しないはずのデビルウイルスによって風邪の症状を引き起こしていた。下位の者たちからは「悪魔の中の悪魔」と慕われているが、上位の者たちからは疎まれている（特に動ピングラマーを除くワルサ四天王）。ピンゾロイドを初め「バカ」呼ばわりされたりすると怒る。
当初は「混沌（カオス）拡散計画」の担当メンバーだったが、悉くタケル一行に邪魔されて混沌が拡散出来ず、そしてレッドゾーンでアズールに殺されようとしたダンディーラーをタケルがかばった事を知ると、「借りを返す」とばかりにタケル一行と共闘したが、その事がきっかけで「悪魔軍軍事法廷」にかけられ、「滅」（「死刑」に相当）の判決を受けそうになるも、カリスマデビルXによって「次界卵捜査部長」に栄転、その後メカニカルゾーンのピンゾロイド達を廃棄処分にしようとする、ワルサ四天王・暴満漢の作戦を妨害した事から暴満漢の怒りを買い、「伍長」へ降格となる。カリスマデビルXに絶対服従を誓っていたが、その真意を知った後は離反し、タケルたちに協力する。普段はバズーカと鞭を武器としている。父ゲンカク番長から「漢力」を受け継いでおり、普段は眼帯をすることでそれを封じている。それが解き放たれた時、「ワルサ四天王」を一撃で屠るほどの強大な戦闘力を発揮する。
「凶悪魔」では大将として登場。本来は輝ヘッドに入る予定だったが断っている。凶悪魔編の前にダンディーラーと結婚し、娘チップが生まれてからは一家の大黒柱となっている。チップの前では親バカ。
ゲンカク番長と時幽心コマチの子として生まれるが、「漢力」を受け継いでいる事を「トリスダルナ」に知られ、赤子の頃にゲンカク番長達を暗殺されてシネス皇帝に引き取られた。そしてシネス皇帝の下で忠実な悪魔軍の軍人として鍛え上げられた。
ダンディーラー
声 - 入絵加奈子
悪魔軍に所属する女性の魔守で、バカラの部下の一人。
元々はとあるゾーンの場末の酒場のしがない歌手だったが、そこで出会ったバカラの人柄に惹かれ、悪魔軍入りした。バカラ直属の部下として、持ち前の頭脳で補佐する。バカラやピンゾロイド2号と共にデビルウイルスの影響を受けていた。次界卵編と凶悪魔編の間にバカラと結婚しており、間にチップが生まれる。凶悪魔編以降は性格がやや穏やかになったが、「おばさん」や「チップのお母さん」と呼ばれると怒る。バカラとピンゾロイドいわく「まだ若い子持ちの女性に「おばさん」や「（自分の）娘のおかあさん」と呼ぶのは禁句である」とのこと。コミック版では、ピンゾロイドと同じくバカラのことを「バカ・ラ様」と区切って呼ぶ癖がある。番組のエンディングテーマを担当したこともある（ダンディーラー「哀のテーマ」）。
ピンゾロイド→ピンゾロイド2号
声 - 八十田勇一
悪魔軍に所属するロボット魔守で、バカラの部下の一体。メカニカルゾーン出身の同型「ゾロイド」（後述）が多数存在するが、このピンゾロイドは規格外れ（胴体を構成するサイコロが前後逆になってしまっている）であり、性能面でも劣っていたために廃棄寸前だった。しかし根性だけは人一倍。そこをバカラに気に入られ、部下として引き取られる。タケルからは「ピンボケロボット」と呼ばれる。
語尾は「ピン」。バカラの名前を言う時に「バカ・ラ様」と区切って呼んでしまう（ひどい場合、バカの部分を強調する）ため、バカラに「区切るんじゃねぇ!」と殴られることもしばしば（バズーカを用いた砲撃や鞭でバラバラにされてしまうことも）。物語序盤でバカラを庇って、タケルの「天源核」に飲み込まれて消滅したが、その次の話からはメモリーを新ボディに移植したピンゾロイド2号として登場する（2号のボディも胴体のサイコロが前後逆になった規格外れである）。
2号は語尾が「ゾロ」に変わり、区切って呼ぶことは無くなったが、代わりに「バカ、バカ、バカ、バカラ様」と名前を何度もスクラッチして（ドモって）しまうため、「スクラッチすんじゃねぇ!」と殴られたり鞭打ちされたり砲撃されたりと結果的に前よりひどくなった（初登場の際にはバカを10回以上繰り返して呼んだ）。しかしシネス皇帝と相打ちになったと思われたバカラが復活すると、いつもの様にスクラッチしてバカラに突っ込まれるも、涙目で「かいかーん!!」（快感）と喜んでいた。凶悪魔編ではバカラの親バカ振りを「親バカゾロ」というのに対し、バカラに「せめて『ラ』をつけろ」とムチで叩かれる様になった。
なおスクラッチは大半がバカラに対してだが、リゾートゾーンの「天魔温泉」でダンディーラーとポーチがフルーツ牛乳を取り合いになった時、ダンディーラーに対して「ダッダダ、ダンダン、ダンディーラー!」とスクラッチし、ダンディーラーに「スクラッチして呼ばないでちょうだい!!」と何度も足蹴りされ、また凶悪魔編2年前の病院内では、怒ったカンジ―に対し、「ワァ!カンカンカン、カンジ―がキレたゾロ」とスクラッチしていた（この時カンジ―は「スクラッチしないで下さい!」と叫ぶもバカラの様に突っ込まなかった）。
ロボットであるため邪伝子の影響を受けなかった。また、バカラやダンディーラー同様デビルウイルスに感染していた。
ポーカード / ジョーカード
声 - 高橋広樹
物語中盤でバカラの元へ配属された悪魔軍の魔守。
カリスマデビルを崇拝しており、デビル復活に尽力する。そのため、実際に忠誠を誓っているのはバカラではなくカリスマデビルであり、バカラと行動を共にしながら、陰ではバカラの悪口を言ったり勝手に悪魔などタケルたちに仕向けてくる。実に悪魔らしい性格で、仲間を見捨てることに何の抵抗も無い。常に冷静な態度をとっているが、たまに目立ちたがり屋な所を見せる。ポーカードでいる間は表情も感情もほとんど動かない鉄面皮だが、その正体であるジョーカードでいる間は、道化じみた言動をし、けたたましい笑い声をあげる軽薄な性格となる。
その正体は「永遠の魔笑」とも呼ばれる混沌の化身である。宇宙が生まれたときからすでに存在し続け、「彼方」との盟約を結び破壊を司る存在としていたが、退屈しのぎで盟約を破りデビルに接触して全時層を「終滅」で満たそうとしている。ジョーカードは命を持たず、持つのは永遠のみとされ、次界卵編で倒されたかと思われていたが、実際は何の支障もなく現存しており、『集中豪無編』で再び登場する。
魔助チップ（まじょチップ）
声 - 松本美和
バカラの娘で魔守。まだ幼いため舌足らずな口調で喋り、バカラを「パパ」と呼ぼうとして「ばか〜」と発音してしまうが、親バカなバカラは気にしていない。

### タケル一行の協力者
星悪魔アズール（せいあくまアズール）
声 - 木村亜希子
突如タケル達の前に現れた「魂壷」の欠片を持つ悪魔の少年。戦使の遺伝子を持つ「悪魔の戦使」。
創造主となって天下を取る事を目指しており、それを叶えるために「魂壷の欠片」を盗み出した。それを剣に加工しており、追っ手の悪魔属達を吸収して成長させ、「闇王核」を完成させようとしている。カリスマデビルXに反逆したため、多額の賞金がかけられたお尋ね者となっている。当初は大きなサングラスで目元を隠していたが、次界卵編後半で壊され、その下にあったオッドアイが露になった。
その正体はW仏KINGが己の目的を叶えるために生み出した存在「破壊の王」だった。そのため、タケルと出会う前の過去は一切無く、持っていた記憶や志も、全てはW仏KINGに与えられた偽物であった。また実際は悪魔ではなくW属であり、星悪魔アズールとはW属の悪魔属時の姿であった。天使属時の姿は愛助コーラルであり、鏡に自分の姿を映す事が切っ掛けとなり、アズールはコーラルへ、コーラルはアズールへと姿を変える。
福陽気妃（ふくようきひ）
声 - 岩坪理江
常に満面の笑みと朗らかな笑い声を放つ女性天使。
非常に楽観的な性格で、一人称は「福ちゃん」。体が複葉機になっており、自由に空を飛ぶことができる。多くのゾーンが「混沌」に呑み込まれる中自在にゾーンを行き来し、突然タケルたちの前に現れてはその場を引っ掻き回す謎の存在。「わーい、ひっかかった、ひっかかった!」が口癖。なおシールでは腕が4本あり、全て複葉機の主翼と一体になっているが、アニメでは腕は2本、主翼は背中に付く様に変更された。
その正体は「超聖神」と対話し、その意を叶えるために世界を奔走する「超聖神の使者」。「五造大神」と同等以上の存在であり、また「聖魔和合界の照星魂（ブライトソウル）」（「光」の照星魂）を持つのも福陽気妃だった。そして凶悪魔編の最後にはその身を「大福太陽」に変じさせ、「虹天銀河」を照らす底抜けに明るい太陽となる。「大福太陽」となった後も喋ったり笑ったりすることはできる。
御神籤仙人（おみくじせんにん）
声 - 田村連
「六手の里」の「ポリフェノール山」頂上付近に浮かぶ「月」の中の神社に住む天使の老人。
語尾に「ぞよ」とつける口癖がある。タケルたちが訪れるまで200年間眠り続けていたらしい。スーパーゼウスの友人であり、かなり長生きしているらしく博学で、「時の糸」についてもいくらかの知識を持っている。「ラックゲート」の所有者であり、「次界卵」を探すためにそれを求めたタケルたちに貸し与えた。「巨大ゼウス船」がタケルたちの元に訪れ、「ラックゲート」が使われなくなっている間に、指定次第で必ず「月」に移動できるように「ラックゲート」を改造した。中吉中吉を聖守としており、その後「赤い糸」で結ばれた不運試子も聖守として迎えている。『集中豪無編』終結後は隠居したスーパーゼウスと共に「月」で暮らしているらしい。
クリア受神（クリアじゅしん）
声 - 岩男潤子
「クリスタルゾーン」を守る天使の美女で、クリア送神の姉。
どんなに離れていても天使属の声を受信する能力を持っており、クリア送神と連携して「混沌」によって途絶した天使属の通信手段となっていた。また「クリスタルゾーン」の施設を用いて「混沌」を退けることが可能で、オゾン僧侶と同じく「混沌」に対抗できる重要人物である。首にはストラップで携帯電話をかけていたが、スーパーゼウスがZ化して取り憑いたため、ポーチに贈られた。クリア送神が復活した後はそれをタケルたちとの連絡手段として、天使属から聞き集めた情報をタケルたちに教える。
唯一の弱点はオヤジギャグなどのいわゆる「寒いギャグ」で、言われると白目をむいてフリーズ（気絶）する上に、そこからの復帰に時間がかかる。肝心な情報を伝える時に限ってスーパーゼウスがオヤジギャグによる余計な横槍を入れてフリーズさせてしまうため、毎回タケルたち一行に怒られていた。
クリア送神（クリアそうしん）
声 - 徳光由香（現：徳光由禾）
「クリスタルゾーン」を守る天使の美女で、クリア受神の妹。
自分やクリア受神の声を聖魔和合界中の天使属に届ける能力を持っていて、クリア受神と共に天使属の連絡手段となっていた。しかしタケル達が「クリスタルゾーン」に訪れた時には行方不明となっており、そのせいでクリア受神により大きな負担をかけていた。
実は「クリスタルゾーン」を荒らすイタDENを懲らしめるために彼に近づいたのだが、その際に「魂壷」の呪いによって、なん婆ディスプ霊へと強制的に「転換」されていた。その後はイタDENを倒すことでクリア送神に戻り、クリア受神の元に帰ることができ、タケルたちや天使属の支援に勤めた。しかしジェノサイドデビルの復活によって活性化した「混沌」に呑まれ、再びなん婆ディスプ霊に変じてしまう。そしてクリア受神に襲いかかるが間一髪で間に合ったデジ亀天帝で写真に封じられ、ジェノサイドデビルが倒された後に解放、「混沌」が消えたのでクリア送神に戻ることができた。
湯あみ天女（ゆあみてんにょ）
声 - 藤枝成子
「ヘルスゾーン」を管理する妖艶な天使の女性で、その姿は裸身に湯煙のみという大胆なもの。
その湯煙は「混沌」を退ける効果があり、その能力を活かして「混沌」から「ヘルスゾーン」を守り、天使属も悪魔属も厭わない憩いの場所として開放している。また彼女の感情は「ヘルスゾーン」の温泉の温度と直結しており、湯浴み天女のテンションによって温度が上下する。実はバカラに一目惚れしており、彼がトラブルで股間を全開にしてしまった後も絶えていなかったようである。しかし次界卵編の終わりで、生還したバカラと抱き合うダンディーラーの姿を見て、その恋は諦めた様子。ジェノサイドデビル復活によって「混沌」が活性化した際も湯煙で辛くも「ヘルスゾーン」を守っており、天使属の最終避難所とした。ダンディーラーとは共に同じ男性を好きになった女性として、何か通じ合うものがあるらしい。
ケーシー
声 - 長浜満里子
カンジーの親友。カオス拡散以前は「天城京」でカンジーと同じ学校に通っていた。将来の夢は「天使も悪魔も公平に診てあげられる医者」になること。カオス拡散が発生し「天城京」を脱出する途中で絶メッ鬼に遭遇。カンジーを庇って絶メッ鬼の攻撃の直撃を受けて｢魂壷｣に落ちる。
次界卵編の終盤でカリスマデビルが倒されたことで「魂壷」から解放され、次界卵編最終回のエンディングでカンジーと話しているシーンがある。
凶悪魔編では夢を実現させて医者になり、「天城京」の病院に勤めている。
オゾン僧侶（オゾンそうりょ）
声 - 外波山文明
「混沌」を退ける光「オゾンシャワー」をはげ頭から放つ天使（いわく上級の天使らしい）の老人。
元々は「グリーンゾーン」の田園地帯を守っていたが、「混沌」の到来によってそれを防ぐために旅に出た。そして「オゾンシールド」を開発、それに聖守で弟子でもある小坊主ヤマダくん軍団を乗せて「オゾンシャワー」を反射・拡散し、「オゾンシールド」が待機しているゾーンを「混沌」から守っている。しかしそのために絶えず頭を光らせており、手入れは欠かせない。ジェノサイドデビル復活によって「混沌」が活性化した際はそのあまりのパワーに押され、「オゾンシールド」を避難船代わりにして天使属を乗せて後退、「ヘルスゾーン」に生き残りの天使属を運び込んだ。
デジ亀天帝（デジかめてんてい）
声 - 内藤玲
「混沌」に呑まれた後も「天城京」に留まり続けていた、その身を半機械化した亀型の天使。
語尾に「だば」と付ける口癖がある。多くの天使属が悪魔属によって蹂躙される様を目の当たりにし、「悪魔属は全て根絶されるべきで、世界は天使属によって支配されるべき」という思想に取り憑かれ、その身を特殊なカメラに改造し、被写体（悪魔属）を写真に閉じ込める能力を手に入れた。それによって視界に入った悪魔属を片っ端から封印して回っていたが、一切の攻撃意欲も罪も持たない悪魔属すら襲うデジ亀天帝の所業は、正に彼自身が憎んでいた悪魔属の所業と全く同じであった。そのことをタケルやスーパーゼウスたちに諭され、紆余曲折の果てに改心し、その後は天使属を襲う凶悪な悪魔属に限定して封印する旅に出たようだ。「混沌」に呑まれてなん婆ディスプ霊となってクリア受神を襲うクリア送神を、クリア受神を守るために間一髪で封じており、「混沌」が消え去った後に今まで封印した悪魔属と共に解放した様子。
タフ鎧（タフがい）
声 - 金子はりい
トーサンダーと縁の深い聖守の男。
トーサンダーと「タケルを第一級の天使に鍛え上げる」と約束しており、「六手の里」でタケルの師匠兼父代わりとしてタケルを育てていた。しかしカンジーとスーパーゼウスを追って現れた悪運ゴールを止めるために立ち向かい、全力の攻撃も空しく悪運ゴールを通じて「魂壷」に吸収された。そして次界卵編の最後で、カリスマデビルが倒されたことによって「魂壷」からトーサンダーと共に解放され、タケルの元に帰ってくる。
シャーマンカーン
声 - 宮澤正
賢人と謳われる天使の老人で、スーパーゼウスの師匠。
頭脳明晰で幅広い知識を持ち、カンジーの憧れの存在でもある。しかし「混沌」によって肉体を奪われ、Z化してテレビに憑依していた。それもバカラによって誘拐され、Z化していたその魂すらも「魂壷」に吸収された。カリスマデビルが倒された後は「魂壷」から生還してスーパーゼウスの補佐となっていたが、『集中豪無編』ではカンジーにその役を譲った様子。次界卵編、凶悪魔編では今一影が薄かったが、『集中豪無編』では70年前の世界で活躍し、隠され続けたその正体が明らかになる。
ヘッドロココ
声 - 近藤孝行
初代『ビックリマン』の中心人物である天使で、かつて天使属を率いて悪魔属と戦い、聖魔和合を達成した後に次界創造主として神に至ったとされている。
しかし「アラクネの里」で翼の片方を失った満身創痍として現れる。合流後は傷つきながらもタケル達に助力し、「聖神パシー」で星天使タケルに「星戦使」としての力を授けた。その羽根はタケルのブーメランと「天源核」と融合して「コアブーメラン」とした。戦いの後は傷を癒し、ゾーンの復興に努める。凶悪魔編では天使属輝（キラ）ヘッドに就任していた。
タケルたちの前に姿を見せる前はカリスマデビルを復活させようとする時の密航者・老齢Xと戦っており、彼の時間に干渉した攻撃によってパワーアップの歴史を破壊、ヘッドロココにランクダウンされ、そして重傷を負って撤退を余儀なくさせられていたことが凶悪魔編のグリニッジ神官の口から明らかになっている。『集中豪無編』には、パワーダウン前のアンドロココとして登場。最終パワーアップ形態であるラファエロココに戻れない理由が別にあるという。
マルコネオン
声 - 西村仁
幻次界王でダーツの父。息子にアズールから剣術を習うように進言した。壊滅状態に陥った幻次界でタケルたちと出会った際には老人（ピア・マルコをそのまま老人にしたような姿）に変装していたが、誰も気付かないためにすぐに正体を現さなかったなど茶目っ気のある一面もある。
『新ビックリマン』の主人公、ピア・マルコ（後のアレキサンマルコ）の子孫であり、劇中でイメージのみ登場したアレキサンマルコは「初代マルコ」と説明している。先述の茶目っ気のある性格まで遺伝されていた。

### 悪魔軍
カリスマデビルX→ジェノサイドデビル
声 - 松山鷹志
次界卵編で悪魔軍を統べる悪魔属スーパーヘッド。詳細はスーパーデビルを参照。
シネス皇帝（シネスこうてい）
声 - 小村哲生
「ワルサ四天王」の一人で、カリスマデビルの側近や悪魔軍軍事法廷の裁判長も務める悪魔軍の最高峰に数えられる男。
「ワルサ四天王」のリーダー格で、ポーカードと同じくカリスマデビルと密に繋がっている。他の「ワルサ四天王」3人に命令したり叱りつけたりと、他3人との地位の差は大きい。他の3人の様な飛行艇は所有していない。「次界卵」を孕んだノヴァを奪うためにジェノサイドデビルとなったカリスマデビルや他の「ワルサ四天王」と共に「アラクネの谷」に出現し、タケルたちから「次界卵」を強奪した。しかしそこで「漢力」を解放したバカラと激戦を繰り広げ、その果てに倒れている。元々は「紙芝居皇帝」の名でタケルの息子・デミアンやバカラの父・ゲンカク番長の仲間として旅をしていた。だが、力ある悪魔としての自分を求めるようになり、「トリスダルナ」の秘密部隊「超魔力爆戦機構」に接近、混沌を浴びてシネス皇帝にパワーアップした。
動ピングラマー（どうピングラマー）
声 - 荘真由美
「ワルサ四天王」の一人で、スタイル抜群の美貌を持ちながら、日頃の特訓とドーピングによって強靭な筋肉を手に入れた女悪魔。背中の羽を広げて飛行が出来る。武器は頭のボウリングピン状の角から発射されるビーム。また地上では物凄いスピードで走り、「ドーピンラリアット」や「ドリルキック」などの格闘技も得意。飛行艇はボウリングボール型で、周囲にボウリングピン状が装着されている。
悪魔属にしては珍しく義に篤い性格で、バカラの行動にも感じ入る所があった様子。幼い頃から世話をしているフラットN爺のことを「爺」と呼んで慕っていた。しかし「次界卵」を奪いに現れた「アラクネの谷」ではバカラと対決しており、「漢力」のバカラと同等の拳をぶつけ合わせるが、すぐに拮抗を破られて倒された。
絶叫魔神（ぜっきょうまじん）
声 - 藤井賢弥
「ワルサ四天王」の一人で、語尾に絶叫する癖がある悪魔。周囲にあるジェットコースターレールは鞭となる。飛行艇はフリーフォールアトラクション型。
「魂壷」に直結している次元の穴、「落下穴」（フリーホール）を造り出す能力を持つ。陰険で攻撃的な性格らしく、シネス皇帝の寝首をかこうとしたり、「ワナワナゾーン」でスーパーゼウスを罠にはめて「落下穴」に落とそうとした。だが失敗し、それによってシネス皇帝に叱られる。
暴満漢（ぼうまんかん）
声 - 長谷部高史
「ワルサ四天王」の一人で、寸胴な姿をした卑しい顔立ちの悪魔。いつも骨付き肉を食べている。飛行艇は胃の形。
悪魔軍の軍備増強計画を担当していたらしく、ピンゾロイドの開発や管理を担っていた。真っ向からの力比べでバカラを圧倒するほどの凄まじい怪力の持ち主。傲慢な性格で、旧式になったピンゾロイドたちに対して高圧的に接していた。またかなり執念深く、ピンゾロイド廃棄を邪魔したバカラの降格をシネス皇帝に進言した。しかし「漢力」を解放したバカラに一撃で倒される。
凶栄神ノクス（きょうえいしんノクス）
声 - 松本忍
「三神官」の一人。カリユガ復活のため「聖魔和合界の照星魂」（「光」の照星魂）を持つ者を探していた。「三神官」の中で一番背が高い。武器は鎌。特別海賊にさらわれたチップがノクスとの通信最中に名前を聞いたが、「ちょうーちんのくちゅ」と間違えてタケルたちに教えられた。
凶滅神マーネス（きょうめつしんマーネス）
声 - 荒木香恵（現：荒木香衣）
「三神官」の一人で、紅一点。性格は威張り屋で、部下からは信用されていない。武器は変幻自在の髪。シールでは髪色は白だが、アニメでは緑。
凶闘神ディエス（きょうとうしんディエス）
声 - 竹本英史
「三神官」の一人。身長はタケルと同じで、自分の身長のことに触れられると怒る。実力は高く、アズールと互角に交えるほど。武器は剣。
邪凶大帝ベールガイスト（じゃきょうたいていベールガイスト）
声 - 岩崎征実
凶悪魔の総元締め。カリユガを復活させ、凶悪魔たちとカリユガの「邪伝子」を受け継ぎ悪魔属性最高の「邪神属」になろうと画策。青黒い太陽のような「魔凶次元の照星魂」（「闇」の照星魂）を持っていた。
戦神カリユガ（いくさがみカリユガ）
声 - 深見梨加
魔零彗星の正体で、凶悪魔を創造した邪神。身長はジェノサイドデビルより上。「戦神召誕の儀」で復活。威圧でタケルを弾き飛ばし、ちょっと力を解放しただけで2つゾーンが崩壊するほどの実力を持ち、その力は計り知れない。かつて「天地球」を一度揺らしただけで崩壊させたことがある。
凶邪神カリユガイスト（きょうじゃしんカリユガイスト）
カリユガとベールガイストが合体した姿。上半身がカリユガで、下半身はカニのようなベールガイスト。聖魔和合界と幻次界に悪魔と凶悪魔を邪神属化させるために邪伝子の雨を降らす。

### 五造大神
W仏KING（ダブルぶっキング）
声 - 金子はりい（現：かねこはりい）
タケル達が「混沌」に沈んだ「天城京」で出会う、天使属でも悪魔属でもない謎の老人。
その実態は天使と悪魔の二つの姿を切り替えるW属のヘッドであり、また超古代において超聖神に従い、世界を構成する「次界五大素」の一つ、「心」を担った五造大神「心産みの神」であった。その能力ゆえに「命」の心と記憶を自在に生み出し、天使属の力の源「天源核」と悪魔属の力の源「闇王核」を生み出す能力を持っている。顔が横回転する事によって属性が切り替わり、正位置では天使属、逆位置では悪魔属となり、顔にともなって服装や体色も変化する。普段はどこにあるとも知れない謎の空間に閉じこもっており、タケル達の旅が変化を迎える節目に姿を現し、タケル達に様々なヒントを与えて次界卵へと導く。
その目的は現存する天使属と悪魔属を全て滅ぼし、W属が支配する世界を生み出す事であった。そのためにW仏KINGは神の身でありながら「次界卵」を望み、「聖蓋」を外して「混沌」を溢れさせ、天使属と悪魔属の戦いを激化させて天使属や悪魔属が「次界卵」を造るように仕向けた。そして「次界卵」が完成したその時に姿を表し、「次界卵」を強奪して天使属も悪魔属もないW属だけの世界を造り出そうとした。しかし「次界卵」には天使属か悪魔属が触れなければ世界を生み出せず、己の理想であるW属の世界に陶酔しながらただ次界卵内部に閉じ込められ終わった。
次界胎后ノヴァ（じかいたいごうノヴァ）
声 - 根谷美智子
「アラクネの谷」の奥底で「時の糸」を紡ぎ続ける「五造大神」の一柱で、「国産みの神」を担う三つ目の女神。
六本の腕を持つ蜘蛛のような姿で、「次界卵を生み出すクモ」とは彼女のことを指す。「天源核」と「闇王核」を吸収して「次界卵」を生み出す能力を持つ。次界卵を生成する間は全身を繭で包み全ての力を集中するため、「神」としての強大な力も、あらゆる行動が封じられる。その役目柄、本来「命」に干渉することを許されない「神」の中で唯一「次界卵を授ける」という干渉が許された例外的な存在。タケルの「コアブーメラン」とアズールの「闇王核剣」を吸収して「次界卵」を授けようとしたが、繭に包まれた隙を狙って現れたジェノサイドデビルによって強奪された。
崇命界王ミラー寿（すうめいかいおうミラーじゅ）
声 - 岩崎征実
五造大神の一人で命産みの神。
魂轟神マグマインド（こんごうしんマグマインド）
声 - 竹本英史
五造大神の一人で地産みの神。
天雷将虚主守（てんらいしょうコズモ）
声 - 内藤玲
五造大神の一人で天産みの神。

### その他の人物
『ビックリマン2000』がアニメである以前にシールという商品であるため、多種多様の個性的なキャラクターがそれぞれ固有の設定を持って存在している。ここではストーリーそのものには深く関わらなかったキャラクターを記載する。

#### 次界卵編
悪運ゴール（おうんゴール）
声 - 斉藤信行
カンジーとスーパーゼウスを追って「六手の里」に現れたサッカーゴール型の悪魔。語尾に「ゴール」とつける。タケルを守るために立ち向かってきたタフ鎧の攻撃を受けるが、飲み込んで「魂壷」に送り込んだ。第1話の敵であり、タケルの「聖源核」に吸収された最初の悪魔。
聖ハットトリック（せいハットトリック）
声 - 岩永哲哉
「グリーンゾーン」でサッカーの試合を行い続ける美青年の天使で、同ゾーンの天使サッカーチーム「グリーンエンジェルズ」のエース。いわくサッカーの天才で、そのシュートは強烈無比。気障な言い回しが目立つが頭が悪く、また字も下手である。試合での聖守はアシス徒のようだが、彼を応援する天使属の女性たちは皆聖ハットトリックの聖守として登録しているらしい（半ばファンクラブのようなもの）。タケルたちと出会った際、悪運ゴールを倒してくれたことに感謝していた。美形ゆえポーチはすっかりのぼせるが、最後、彼からもらったサッカーボールに書かれた名前が「ポンチ」となってるのを見て幻滅する。
アシス徒（アシスと）
声 - 山崎樹範
サッカーシューズの姿をした聖守。聖ハットトリックの同じサッカーチームで、彼の補佐を勤める。
ボー徒（ボーと）
声 -
瓶の形をした魔守。語尾に「ビン」とつける口癖がある。全部で11名おり、リーダー格はサングラスをかけ、チアホーンを携帯し部下に命令をしている。口や上部から炎を出して攻撃。グリーンゾーンのサッカー試合に乱入し、煙幕弾で苦しめるが、聖ハットトリックのシュート攻撃で退散、その後バカラ一行によって下にボートを装着した形態に改造されると、再び試合に乱入、ガスベガスの「雨降らし装置」でスタジアムを水浸しにすると、ボートによって増した機動力でスタジアムを破壊しまくるが、リーダーのチアホーンを聖ハットトリックのシュートで弾かれ、サッカーゴールの上部に刺さったブーメランの「聖源核」にリーダーは吸収されて敗北、部下たちは退散した（雨降らし装置は聖ハットトリックのシュートで破壊）。なお部下たちは、その後も福陽気妃の空中レースに参加するなど度々登場する。
小坊主ヤマダくん（こぼうずヤマダくん）
声 - 小林由美子
オゾン僧侶の弟子で、丸坊主の少年聖守。基本的に「どーも!」としか喋らない。全く同じ外見をしたヤマダくんが大量に存在し、彼らの多くは「オゾンシールド」に乗って「オゾンシャワー」の広域拡散を務めている。物語のあちらこちらでモブとして登場する。
シールではオゾン僧侶の後ろに登場しているが、後に「座布団小僧（ざぶとんこぞう）」の名前でシール化を果たした。
聖浄樹（せいじょうき）
声 - 森訓久
「グリーンゾーン」に住む、小坊主ヤマダくんとは別のオゾン僧侶の聖守。大樹の姿をしている。汚れた空気やゴミを吸い込んで浄化する能力を持っているが、フィルターが詰まってしまうと倒れ、フィルターの木の実の中に入っているフィルターと交換する必要がある。
負論ガス（ふろんガス）
声 - 冨田昌則
「グリーンゾーン」に居座り、ふほう倒樹たちを引き連れて森林を汚染する悪魔。一人称は「我輩」。「誰からも愛される素直な悪魔」がモットーで、誰かに命令されない限り、素直な性格であるようだ。過去にシャーマンカーンと対決し、その結果は負論ガスが言うには「我輩（負論ガス）の大勝利!」だったらしい。
ふほう倒樹（ふほうとうき）
声 - 内藤丈禎
負論ガスの魔守で、大量に存在する。元々は「混沌」か負論ガスの力によって魔守に「転換」された聖守だったようだ。腐敗してへし折れた倒木の姿をしている。鳴き声は「ふーほーう」だが、元の樹木に戻った際には「ふほっ」だった。
エリア角鯛（エリアかくだい）
声 - 西松和彦
「クリスタルゾーン」の警備員を勤める鯛の形をした聖守。語尾に「たい」とつける口癖がある。つまらない駄洒落を言うスーパーゼウスや一緒にいたタケルたちを逮捕してクリア受神の前まで連行した。後述のイタDENによって仲間たちが攫われ行動不能にされたため、タケルたちと出会った当初は彼1人だけだった。その際、目が充血しており、虫眼鏡で拡大して見ないと相手の顔が見えないほど視力が弱っていた。後にタケルたちの活躍により、仲間たちは解放される。同じ姿をした聖守が多数存在し、物語のあちらこちらでその姿を見せる。
イタDEN（イタでん）
声 - 内藤玲
「クリスタルゾーン」の地下に潜み、クリア受神たちの妨害をしていた携帯電話風機械の魔守。他者の声を模倣する能力を持っている。複数のエリア角鯛たちを捕獲して行動不能にした上、自分を捕まえようとしたクリア送神をなん婆ディスプ霊に「転換」し、操っていた。とても素早く、スーパーゼウスが機転をきかせなければ誰も捕らえることはできなかった。タケルによって「天源核」に吸収されたが、弟のイタDEN2号がその後を引き継いでいた。
なん婆ディスプ霊（なんばあディスプれい）
声 - 竹内順子
「クリスタルゾーン」の地下でイタDENと共にクリア受神達の妨害をしていた悪魔。老婆のような姿で、額にディスプレイを備えている。他の携帯電話から送信された番号によってその行動を操れる。それによってイタDENに操られていたが、完全に操ることはできないようで、クリア送神の意思としてケータイに憑依したスーパーゼウスにSOSを送った。本来の姿はクリア送神であり、「混沌」の呪いによって悪魔であるなん婆ディスプ霊に「転換」されていた。イタDENが「天源核」に封印された後は元のクリア送神の姿に戻った。
ドライ矢（ドライや）
声 - 増本庄一郎
「クリスタルゾーン」の曖昧模湖に住む撥水王の聖守。撥水王を「師匠」と呼ぶ。ドライヤー型の体をしていて、ドライアローという相手を乾燥させる力を放つ能力を持つ。趣味は長話をする事。凶悪魔編ではドライ矢と似た「怒鳴り矢」が登城している。
撥水王（はっすいおう）
声 - 金子幸伸
「クリスタルゾーン」の曖昧模湖に住む天使。ドライ矢が持つ蓄音機で白鳥の湖の音楽を奏でるとどこからともなく現れ、周囲の水を竜巻で上空に巻き上げ、撥水させる。元々吸水鬼との仲は良いらしく、給水鬼が元に戻ることを望んでいた。
給水鬼（きゅうすいき）
声 - 永野善一
「クリスタルゾーン」の曖昧模湖に住む悪魔。その恐ろしげな外見とは裏腹に温厚な性格らしく、「混沌」が溢れ出すまでは撥水王とも仲が良く、平和に暮らしていた。しかし「混沌」が溢れ出した後にバカラたちにより水を吐き出す装置を取り付けられ、曖昧模湖を溢れさせて「クリスタルゾーン」に洪水を起こす計画に加担させられていた。
防水下降（ぼうすいかこう）
声 - 平野貴裕
曖昧模湖で給水鬼と行動を共にする魔守。薄っぺらいスルメのような姿をしていて、「ま、いっか〜」が口癖のいい加減な性格をしている。シールの裏書きによれば、元々は聖守だったが生来の怠け者な性格が災いしてどんどんと堕落し、最後には魔守に「転換」したが、それすらも「ま、いっか〜」で済ましてしまったらしい。同じ姿の魔守が大量に存在し、物語のあちらこちらでその姿を見せる。
バグYヤー（バグわいヤー）
声 - 楠大典
「ストライクゾーン」で試合を続ける天使チームに所属する聖守。頭がカップの形をしている。バット自体をうねらせてボールの命中率を上げるY字打法を持ち、強靭な筋力も相まって強打者として君臨していた。しかしタケルたちが「ストライクゾーン」を訪れた時には、「混沌」で凶暴化した悪魔チームのラフプレーによって野球ボール恐怖症となっていた。
ホームランO（ホームランおう）
声 - 小村哲生
「ストライクゾーン」で試合を続ける天使チームの監督をしている[天使。語尾に「だホー」とつける口癖がある。悪魔チームの暴行によって天使チームのバッターが全てノックアウトされてしまい頭を抱えていた。そこでタケルのブーメランのコントロール力に感心し、急遽代打手に抜擢した。
ミスッタK（ミスッタけい）
声 - 村上佳之
「ストライクゾーン」で試合を続ける悪魔チームのピッチャーを務める悪魔。語尾に「だけー」とつける口癖がある。元々は天使チームと同じくフェアプレー精神を有していたらしいが、「混沌」の影響によって凶暴化し、豪速Qと共に天使チームをラフプレーで倒し続けた。7魔性球という七つの得意技で、その中の1つが豪速Qを用いたものである。後に復活したバグYヤーによって豪速Qと共にゾーンの外まで吹っ飛ばされ、その後牢獄に収容された。
豪速Q（ごうそっきゅう）
声 - 竹内順子
グローブをつけた腕を持つ野球ボールの姿をした魔守で、ミスッタKが投げるボール。ミスッタKと同じく「混沌」によって凶暴化し、その豪腕で天使チームの選手を次々とノックアウトしていた。しかしタケルの奮闘によって復活したバグYヤーによって打ち返され、ミスッタKと共にゾーンの外まで吹っ飛ばされた。
満点才如（まんてんさいにょ）
声 - 本多知恵子
「スクールゾーン」に建つ学校の先生で、数多くの天使属を育てた女性天使。チョーク投げは的確にして強烈であり、巻忍具を撃退することに使用していた。「九分九鈴」というハンドベルを持っていて、その音を聞いた者は願いが叶うというが、本人いわく「叶うのは1%で、99%は本人の努力」とのこと。その後「スクールゾーン」を覆う「混沌」を退けるために「カオスバスター」を予習太助と共に起動させた。しかし2号機は原動力にした「九分九鈴」ごと零天狗に破壊され、オゾン僧侶を原動力とした1号で「混沌」を撃ち抜いた。後に3号機が開発され、最終避難所となった「ヘルスゾーン」を守るために出動している。
予習太助（よしゅうたすけ）
声 - 家富ヨウジ
「スクールゾーン」の学校に通う機械の聖守。学校始まって以来の優等生らしい。「次界卵」について調べたことがあり、タケルたちと初めて会った時はそのデータを入れたCD-ROMを無くしていた。その後「スクールゾーン」に「混沌」が押し寄せた時には「カオスバスター」を起動させ、「混沌」を撃ち抜こうとしたが、2号機では失敗して零天狗に行動不能にされた。その後に完成した3号機では操縦者となって最終避難所となった「ヘルスゾーン」を守るために出動した。
巻忍具（かんにんぐ）
声 - 矢尾一樹
「スクールゾーン」の学校に潜み、こそこそと悪戯する巻物の姿をした魔守。姿を消したりまきびしを撒いたりと忍者のような能力を持っている。バカラの命令で予習太助の「次界卵」の情報が入ったCD-ROMを奪おうとした。いまいち信用を欠く所があり、バカラに正確な情報を提供した時もまるで信じてもらえなかった。満点才如に追い詰められた際には大人しく降参し、「もう来ない」ことを誓う。
来兎・弟（らいと・おとうと）
声 - 植木誠
福陽気妃が開催した空中レースに参加していた飛行機乗りの聖守。「混沌」の調査に出かけて行方不明になった兄、来兎・兄を探しており、空中レースの優勝商品であった「次界卵」を手に入れて見つけようとした（実際は「次界蘭」だったが）。次界卵編最終回のエンディングでは「混沌」から解放された来兎・兄と共に空を飛んでいた。
戦闘鬼（せんとうき）
声 - 金子幸伸
福陽気妃の空中レースに参加していた悪魔。ジェット戦闘機の上に壷が付いた形状で、右手には鋏、左手には木槌を装備し、戦闘機先端はドリル。凄まじく自己顕示欲の強い性格で、誰も自分の前にいることを許さない（たとえ魔守の捨てるッスでも）。多数の捨てるッスたちを引き連れ、空中レースを先行する相手は撃ち落とす。
捨てるッス（すてるッス）
声 - 下崎紘史
背中にステルス機の翼を持つ魔守。語尾に「ッス」とつける。両手にはミサイル型の爆弾を持っており、それを正に捨てるようにして相手にぶつける。同じ姿をした魔守が多数存在し、それらは戦闘鬼の取り巻きであったり、悪魔軍の兵隊であったりする。
不運試子（ふうんだめし）
声 - 永野善一
「骨折りゾーン」に住む魔守。語尾に「だめし」とつける。本人は気弱でいたって無害だが、彼の息は周囲の運気や「パッション指数」を下げ、使いようによっては「混沌」を広めるのにとても役立つ。後に中吉中吉と「赤い糸」によって結ばれ、御神籤仙人の聖守となった。ヘビが苦手で、意外と足が速かった。かつては大凶魔1/100の魔守だったが袂を分かっており、彼が「ダイキョウゾーン」を創って「混沌」を広めようとした時は中吉中吉と共にそれを止めようとする。そして大凶魔1/100を倒すために彼と同化し、不運の道連れにして彼の弱点を引き出した。その際に大凶魔1/100を通じて「魂壷」に吸収されるが、カリスマデビルが倒された後に復活している。
中吉中吉（なかよしちゅうきち）
声 - 尾小平志津香
「骨折りゾーン」でタケルたちと出会った御神籤仙人の聖守。とても温厚な性格で、喧嘩があると「中をとって〜」の言葉と共に仲裁しようと現れる。結び合わせた者たちの仲を親密にする効果がある「赤い糸」を持っている。ポーチに「赤い糸」で不運試子と共に縛られてとても仲が良くなり、結ばれた。その後に大凶魔1/100の「混沌」拡大を止めるために「ダイキョウゾーン」に訪れている。その後は御神籤仙人の使者として争いを好まない悪魔属を集め、「月」に避難させていたようだ。
スター天帝（スターてんてい）
声 - 松崎しげる
天使属に大人気の歌手の天使。聞く者の心を歌によって操れるほどの歌唱力を持つスーパースターとして活躍していた。しかし悪トレスにたぶらかされ、聞く者に悪を薦め、「混沌」を呼び寄せる歌「アイアム悪の戦士」を歌いそうになった。だがスタイリス徒の真摯な態度で眼を覚まし、聞く者を正義に目覚めさせ、悪魔属を弱体化させる歌「アイアム愛の戦士」を歌い、最後にはタケルたちを助けた。その後に自分を一途に想うスタイリス徒と婚約する。雲に乗って空中浮遊が出来るが、その雲は綿あめ。星型のサングラスをかけているが、目はとても小さい。
なお、松崎の歌った「アイアム悪の戦士」「アイアム愛の戦士」は実際にCD化されている。
スタイリス徒（スタイリスと）
声 - 笠原弘子
スター天帝のスタッフで、聖守の女性。眼鏡をかけ地味めだが美貌を持ち、下半身は魚に似ていて人魚の形態となっている。スター天帝を一途に想っており、悪トレスにたぶらかされた彼を心配していたが、迷帽子アーティス徒にクビにされる。その後「アイアム悪の戦士」を歌うスター天帝を懸命に説得して止めている。その後、秘めていた想いが伝わり、スター天帝から婚約を求められ、それを受けた。
悪トレス（あくトレス）
声 - 並木のり子
またの名を「アクトレシーヌ」。絶世の美貌を持つ女優悪魔。普段は猫をかぶっており、その本性は自分のためならいかなる手段も厭わない悪女で、スター天帝をたぶらかして「アイアム悪の戦士」を歌わせて自分の功績を築こうとした。影を異形に変えて戦う能力を持っているが、実際は影の方が本体であった。最後は迷帽子アーチス徒共々「天源核」に吸収されたが、ジェノサイドデビルが倒された直後に復活した。
迷帽子アーチス徒（めいきゃっぷアーチスと）
声 - 斉藤レイ
悪トレスのスタッフで、魔守の女性。悪トレスの手下として企みに加担しており、悪トレスがスター天帝をたぶらかす間は、スター天帝のスタッフも務めたようだ。悪トレスの企みを成就させるために止めようとしたタケルたちを止めようとしたが、目を覚めたスター天帝の「アイアム愛の戦士」によって動きが止まり、「天源核」に吸収された。
大トロ（おおトロ）
声 - 森訓久
「骨折りゾーン」の海岸に建つ寿司屋に住む、殿様の衣装を着たマグロ型天使。「あ〜トロトロ、お〜トロトロ」が口癖。高速で美味い寿司を握る「時間いらんの寿司」で知られる名板前だが、普段は眠りこけてトロトロとしている。だがかじりマグロに噛まれると途端に眼を覚まし、烈火の勢いで寿司を握り始める。
回転スッチー（かいてんスッチー）
声 - 岡本麻弥
大トロの聖守で、腰回りに回転寿司のレールを浮かばせたスッチー姿の女性。「アテンションプリーズ」が口癖。語尾に「ッチー」とつける。普段は眠りこけている大トロに代わり、彼を訪ねてきた客の対応を務める。また、大トロが握った寿司は彼女のレールに乗せられる。亜種が存在しているようで、レストランではウェイトレス仕様が登場する。
シールの裏書きによると、「元々は福陽気妃の聖守だったが、大トロにスカウトされて彼の聖守になった」とのこと。
消防子爵（しょうぼうししゃく）
声 - 横山智佐
「火炎ゾーン」で消火活動を続ける天使。しかし当初タケルたちが出会った消防子爵は、「混沌」から「火炎ゾーン」を守るために町の水全てを費やす「ウォーターバリア」を敢行する「火炎城」の殿様に反発し、彼の名を借りて消火活動を行う「火炎城」の姫、めぐみ姫だった。消防子爵本人は「火炎城」が炎に包まれた際にその頂上に現れ、水が詰まっていた樽を壊して水を溢れさせて城の火を一気に消火させた。
シールの裏書きによると、初代『ビックリマン』に登場する「火除け如来」の弟子とのこと。
レスQ天女3世（レスきゅーてんにょさんせい）
声 - 堀江ゆき
「火炎ゾーン」にいる消防子爵の聖守で、タケルたちが「火炎ゾーン」に訪れた時は城を抜け出して消防子爵を演じるめぐみ姫と共に消火活動を行っていた。初代『ビックリマン』に登場した魯神フッドのアーチ天使、レスQ天女の子孫で、元々は聖守ではなく天使だった。彼女が聖守にランクダウンした理由は凶悪魔編で明かされる。
ハッカマン
声 - 内藤丈禎
「火炎ゾーン」に住むライター型の魔守。元々は温和な性格で天使属とも仲が良く、かまどや蝋燭に火を灯す商売をしていた。「カッカッカー」と笑いながら火を吐く。火を吐くには燃料がいるらしく、いつも燃料を持ち歩き、しばしば飲んで燃料補給をする。バカラたちに操られて「火炎ゾーン」を焼き尽くそうとした。
愛野千代子（あいのちよこ）
声 - 薛宏美
「火炎ゾーン」に住む天使の美女。年に一度のバレンタインデーに、女性たちの要望に沿ったチョコレートを作ってくれる。女性たちの間ではとても人気で、その時期になると愛野千代子の元に並ぶ女性の大行列ができる。ただし1年間では1人につき1個しか作ることができず、それを破ると「混沌」に呑まれ、愛野千代子自身が悪魔と化してしまう。京言葉で喋る。
ラッ品宮（ラッぴんぐう）
声 - 荒木香恵
「火炎ゾーン」で愛野千代子の聖守を勤める女性。愛野千代子が授けるチョコレートをラッピングすることを仕事にしており、またラッピングにも用いるリボンを自在に操り、相手を縛ったり、高速で回して煙幕を防いだり、ダウジングロッドに変形させると様々な事ができる。関西弁で喋る。
義理義理ッス（ぎりぎりッス）
声 - 井上瑤
「火炎ゾーン」で愛野千代子の妨害を続けるキリギリスのような姿をした女悪魔で、ラッ品宮いわく「ワサビやからし入りの義理チョコをばらまくにっくき奴」。語尾に「ギリ」とつける。武器は袋から取り出して、相手に投げつける「特製義理チョコ煙幕弾」。ダンディーラーの命令でバカラ宛のチョコレートを愛野千代子から貰おうとしたが正体がバレ、それでもチョコレートを手に入れるために他の客たちのチョコレートを合計100個強奪するも、タケルがバカラ目掛けて投げつけたブーメランがチョコレートの山にぶち当たり、チョコレートは粉々になって、最終的には失敗に終わる（この後タケルとバカラはチョコレートの持ち主にボコボコにされ、またポーチの意見で持ち主は自分でチョコレートを作り直した）。
悪戯こそしたものの、生殺与奪に関わる争いは好まないようで、終盤近くで他の争いを好まない悪魔属と月に逃げており、次界卵編エピローグではフラレジョーズ、スタイリス徒と共にスター天帝を応援している姿が見られた。
絶メッ鬼（ぜつメッき）
声 - 岩崎征実
悪魔軍に所属するがその裏ではW仏KINGとも通じ、その命令で「天源核」を奪うために「天上京」に現れた悪魔。何かと死語を連発する。濃縮された「混沌」を放つ「闇乞い」の他に、火を吐いたり首が伸びたりと多彩で強力な戦闘能力を持つ。本当の顔は髑髏を銜えている獣の顔。W仏KINGから「天源核」を封じる「封印シールド」を授かっている。バカラとは幼馴染みで、互いに「バカの字」「絶の字」と呼び合う仲。
その正体は天使属性を殺して悪魔属となったW属であり、W仏KINGの命令で悪魔軍の同行を探るスパイとして潜入していたことが凶悪魔編で明らかになった。『集中豪無編』にも登場。
減画素魔（げんがそま）
声 - 斉藤信行
「天上京」に今も住み続ける悪魔。モザイクを発生させて包んだ者を転移させたり、デジ亀天帝の写真に封じられた者を解放する能力を持っている。臆病ながらも誰かのために身を賭して行動する心優しい性格で、悪魔属を片っ端から封印するデジ亀天帝から悪魔属を守り続けていた。争いを好まない気質ゆえに悪魔軍に従軍せず、後に御神籤仙人の「月」に逃げた。また、「アラクネの里」でシネス皇帝と相討ちになったバカラを転移の能力で助け出す。
直郭公爵（ちょっかっこうしゃく）
声 - 深貝大輔
鳥型の天使で、カッコウに似た姿。「ホワイトゾーン」にあるゲレンデの領主で、「ホワイトゾーン」の平和を守る「「す」の棒」の持ち主でもある。「ちょっかこう〜」や「かっこう」が口癖。直滑降と直角ターンを使いこなすベテランスキーヤー。効能鳥皇子やカラースキャナ黄帝と同じく「天使三羽カラス」の一人で、「サンバホイッスル」を吹けばサンバの音に合わせてどこからともなく駆けつけてくれる。
結晶坊ーダー（けっしょうぼーダー）
声 - 長浜満里子
「ホワイトゾーン」でスノーボードの練習に勤しむ聖守の少年。そのスノーボードにスーパーゼウスが取り憑いたため、一時行動を共にした。自分の力量を上げたいがために、持つ者のスノーボードやスキーの腕を上げる「「す」の棒」を直郭公爵の元から持ち出してしまう。その結果「「す」の棒」を狙うバカラ達に追われるが、その間に「「す」の棒」の力で実力が上がり、またバカラ達に「「す」の棒」が奪われた時は自責の念から必死で後を追い掛けた。事件解決後はその実力と心意気を買われて直郭公爵の聖守に抜擢された。天使族なら知らない者はいないスーパーゼウスのことを知らなかった稀有な存在でもある。
効能鳥皇子（こうのうとりおうじ）
声 - 喜山雅之
「天使三羽カラス」の一人で、コウノトリに似た姿の天使。直郭公爵の「サンバホイッスル」を聞きつけ、サンバを引き連れてカラースキャナ黄帝と共にどこからともなく現れた。翼のノートを発射する「ノート手裏剣」が必殺技。
カラースキャナ黄帝（カラースキャナこうてい）
声 - 二村兆富
「天使三羽カラス」の一人で、カラスに似た姿の天使。直郭公爵の「サンバホイッスル」を聞きつけ、サンバを引き連れて効能鳥皇子と共にどこからともなく現れた。スキャナーの翼上部から七色のビームを発射する「カラースキャナー」が必殺技。
滑降悪役レーサー（だうんひーるレーサー）
声 - 横山友和
「ホワイトゾーン」を暴走するスキーヤーの悪魔。「エーコラ!」としか喋らないため、唯一意思疎通ができるハ組の暴剣の通訳が必要不可欠。「ホワイトゾーン」ではハ組の暴剣と共に結晶坊ーダーが持ち出した「「す」の棒」を奪った。数多くの同種がいる他に、滑降悪役レスラー（だうんひーるレスラー）と呼ばれる亜種も存在する。
ハ組の暴剣（ハぐみのぼうけん）
声 - 岸祐二
「ホワイトゾーン」を暴走する滑降悪役レーサーの魔守。語尾に「おんどりゃー!」とつける。ボーゲンでスピードが出ないため、両手に持った箒を目にもとまらぬ早さで動かすことによってそれを補っている。「ホワイトゾーン」では滑降悪役レーサーと共に結晶坊ーダーが持ち出した「「す」の棒」を奪った。数多くの同種が存在する。
文豪ゲー帝（ぶんごうゲーてい）
声 - 鶴岡聡
書いた小説を現実に起こす能力を持つ、今をときめく大人気小説家天使。新作を書くために「ホワイトゾーン」のホテルでカンヅメにされていた。
ゲンコ酔牛（ゲンコようし）
声 - 高橋広司
文豪ゲー帝の聖守で、小説天聖界の編集者。言葉の頭や語尾に「モー!」とつける口癖がある。文豪ゲー帝を「先生」と呼び、新作小説の催促を続けていた。
フラレジョーズ
声 - 石橋美佳
「ホワイトゾーン」に現れたサメの姿をした女悪魔。バカラの幼馴染みで、彼を「バカちゃん」と呼ぶ。バカラを情熱的に愛しており、その求愛は一種の暴力にも思えるほど強烈。しかし「またフラれちゃった」と泣き叫びながら慰めてもらおうとバカラの前に現れたこともあり、バカラ一筋というわけではない様子。次界卵編エピローグでは、義理義理ッス、スタイリス徒と共にスター天帝を応援している姿が見られた。
熟水天（じゅくすいてん）
声 - 木村亜希子
夢の世界で眠り続ける天使の美女。誰かが悪夢を見ていると「ドリームパワー」なる力でそれを感知し、「ドリームファイター」に変身して助けるべく出動する。ただし眠り癖があり油断するとすぐに寝てしまう。『集中豪無編』では「戦使の遺伝子」を持つ一人だと明かされる。
カイミン獏ラ（カイミンばくラ）
声 - 又村奈緒美
熟水天の聖守で、貘を模した三日月型枕の姿をしている。その名前とは裏腹に熟水天の目覚まし係で、彼女が眠りこけると「眠ってどうする!」「寝るなっつーの!」と画面の外からツッコミを入れる。
金縛大魔王（かなしばりだいまおう）
声 - 泉尚摯（現：いずみ尚）
夢の世界に住む謎の少年マオマオ（声 - 鮭延未可）が怒り、悪魔として覚醒した姿。マオマオ自身は幼稚で語尾に「でしゅ」とつく甘えん坊な性格だが、この姿に変ずると姿と共に豹変し、容赦のない凶悪な性格となる。凶悪魔編ではスーパーゼウスに悪魔属輝（キラ）ヘッドに任命された。
レムスイ民（レムスイみん）
声 - 福麻むつ美
マオマオが金縛大魔王に変じた際に生じる「怒りのいかづち」を感知して現れ、その暴走を助長させる魔守。アイテム「夢見る振り子」を用いた催眠術で相手を眠らせて悪夢を見せ、その肉体を石化させる能力を持つ。瞼に洗濯ばさみを挟んで無理やり目を開けており、金縛大魔王の怒りが静まると共に外し、眠りにつく。
霊天狗（れいてんぐ）
声 - 清水宏
相手を無気力にする「零点呪法」で「スクールゾーン」に「混沌」を侵攻させた悪魔。天狗風だが顔が「×」になっている。「ばってん」と喋る口癖がある。その凶悪な所業とは裏腹に、礼を欠かさない礼儀正しい性格。タケルとの戦いで零点呪法を浴びせるも、元々勉強嫌いだったタケルには効き目が無かった。タケルのブーメランも鼻で返す事が出来るが、最後はブーメランを顔面に着けれられ、そのまま「天源核」に吸収。ジェノサイドデビル撃破直後に復活した天使・悪魔の中にもいた。
保護観音（ほごかんのん）
声 - 寺田はるひ
「サファリゾーン」でカン視カンたちを引き連れ、希少種の動物たちを守る天使の女性。悪質犯ターに狩られて残り一羽となった「ゴールデンフェニックス」を守ろうとしている。
カン視カン（カンしカン）
声 - 長浜満里子 / 内藤丈禎
「サファリゾーン」で保護観音の下、希少種の動物達を守るパンダに似た聖守。同種が多数存在している。
悪質犯ター（あくしつはんター）
声 - 前田剛
「サファリゾーン」で密猟を横行する魔守。「ゴールデンフェニックス」もそのほとんどが彼に狩られた。語尾に「ター」とつける口癖がある。最終的には保護観音に捕縛される。
着流し三助（きながしみすけ）
声 - 横幕玲王奈
「ヘルスゾーン」で湯浴み天女の下、大露天風呂で働く聖守。本人いわく、「聖魔和合界で背中を流させたら、一番なのさ」とのこと。湯浴み天女が湯煙を操る時に使う扇子を預かっている。
邪愚爺（じゃぐじい）
「ヘルスゾーン」を「混沌」で満たすためにバカラたちが送り込んだ悪魔。その大きさは今までに出た悪魔より最大のものであり、タケルたちを驚かせた。手にあるブラシで「混沌」を集め、頭にある蛇口で「混沌」の湯を出す。
弱点は下半身を覆っている風呂桶である。
大凶魔1/100（だいきょうまひゃくぶんのいち）
声 - 大谷亮介
「最強悪魔」とも呼ばれる強大な力を持つ悪魔で、その力は百番目のゾーン、「ダイキョウゾーン」を創造したほど。語尾に「だーい」とつける口癖がある。口のスロットを回し、出た数字で攻撃が決まる技「大凶魔殺99」を持つ。
カッパ魔鬼（カッパまき）
声 - 下崎紘史
カリスマデビルの命令でアズールから「魂壷の欠片」を取り戻そうとした悪魔軍遊撃隊隊長を勤めるカッパに似た悪魔。キュウリを食べると信じられないほどパワーアップする。同種が数多く存在し、頭に乗せている皿の数によって階級が決まっている。
放火魔人（ほうかまじん）
声 - 斉藤信行
ポーカードが「悪魔召喚の儀式」で呼び出した悪魔。その間抜けな外見とは裏腹に、火炎をまき散らして周囲を焼き払う高い戦闘力を持つ。弱点は腰回りに付けている4つのオイル缶だが、これを破壊すると「膨大なエネルギーによって広範囲の爆風で結果的に共倒れになる」と本人が弁明していた。しかし、アズールによって爆風は吸収されて倒される。
アパ帯刀天（アパたいとうてん）
声 - 中尾友紀
「エナメルゾーン」で歯科医を営む天使の女性。天聖界一の歯医者で、秘技「矢車十文字ドリル」は痛む間もなく患者の虫歯を治療する。タケルいわく、体重は重いらしい。物語のラストで、視聴者に向けて歯を大事にするように諭すところで締めくくった稀有なキャラクターでもある。
騎士狸徹（きしりとおる）
声 - 又村奈緒美
アパ帯刀天の歯科医院で助手を勤める狸の姿をした聖守。いつも肝心な所でドジを踏んでしまうため、自信を持てずにいたが、歯科医に変装したアズールに「先生（アパ帯刀天）の真似をすれば怖くない」と諭されて自信を持つようになる。その結果、ポーチの治療および歯垢帝・刺客花瓶を倒すきっかけを作ることに成功する。
歯垢帝（しこうてい）
声 - 岩崎征実
刺客花瓶と共に「エナメルゾーン」で虫歯拡大による「混沌」の招来を目論んでいた悪魔。極小化して口の中に忍び込み、虫歯になった歯の上で四股を踏み、患者に激痛を与える。必殺技はニンニクを2個食べて、口から強烈な口臭を出して敵をダウンさせる「ニンニク口臭毒ガス攻撃」。刺客花瓶と連携すると、相手を虫歯にする光線「究極奥義・虫歯ビーム」を放てる。最終的には勇気を振り絞った騎士狸徹によってタケルたちの勝利を許してしまう。
刺客花瓶（しかくかびん）
声 - 石原慎一
歯垢帝の魔守で、共に虫歯拡大による「混沌」の招来を目論む。歯垢帝と同じく極小化して口の中に忍び込み、ドリルとなっている手で歯に穴を空け、「必殺・過敏性強酸液」で歯を溶かす。最終的には歯垢帝共々タケルたちに完敗。
バニーラ
声 - 齊藤真紀
「サマーゾーン」でアイス屋とツアーコンダクターを勤める聖守の美女。一見すると明るく朗らかで健康的な美女だが、土地柄的に迫ってくる男の扱いに慣れ、下心で近付いてくる男はアッパーで吹っ飛ばす（ゼウスにも容赦がない）。復活した夏鬼ゴーリラを当初は倒そうとしたが、元の小猿の姿になった夏鬼ゴーリラに同情し助ける。
抹茶金トキ（まっちゃきんトキ）
声 - 溝口規世
「サマーゾーン」で夏鬼ゴーリラの復活を目論む魔守。占い師の振りをしてタケルたちに近づき、夏鬼ゴーリラの封印を解くように唆した。大変な長寿で、『集中豪無編』にも若い頃の姿を見せ、また「赤い目の獣」の所業を知る当事者でもある。
夏鬼ゴーリラ（かきゴーリラ）
声 - 鶴岡聡
かつて「サマーゾーン」が「ウィンターゾーン」と呼ばれていた頃に住んでいた、全身が氷で出来たゴリラに似た悪魔。強烈な冷風で周囲を雪と氷で閉ざすその能力を危険視され、封印されていた。しかし本来の性格は争いを好まない温和なもので、姿もゴリラではなく小猿のものだった。次界卵編エピローグではバニーラと共にかき氷屋を開業、オゾン僧侶やヤマダくんたちにかき氷をふるまっている。
リサイクル瓶ラ（リサイクルかめラ） / ツカイステ瓶ラ（ツカイステかめラ）
声 - 新島貞美
中に入った廃棄物をリサイクルして吐き出す能力を持つ、瓶の形をした魔守。基本的に「かめ」としか喋らない。リサイクル以上の早さで廃棄物が詰め込まれると暴走し、巨大化して暴れ回る。その昔に暴走して周囲の村を破壊して回ったが、当時訪れたトーサンダーによって鎮められ、元の姿に戻ったという過去がある。だがバカラたちによって体内にゴミを転送され、どんどん巨大化した。
バックミイラ
かつて天使属と悪魔属が戦争をしていた頃、その強大な力で天使属を追い詰めた魔守。「レッドゾーン」に封印されていたがポーカードの手によって復活した。最後にはタケルたちに全滅させられたが、復活した際にはその戦闘力を大いに奮い、「レッドゾーン」の町並みを破壊して廃墟に変えた。
1発IN王（いっぱつインわん）
声 - 西村仁
「OBゾーン」を統治する犬の姿をした天使。優れたゴルファーであり、爆弾の機能を持ったゴルフボールで「OBゾーン」に侵攻する蛮蚊ー!達と戦っていた。タケルやクリア受神達に、「アラクネの谷」とは「OBゾーン」の禁足地、「霧深き谷」でないか、という情報を教えた。
チャーリー・チップイン
声 - 紙谷礼治
1発IN王の聖守で、彼の攻撃手段である爆弾ゴルフボールの供給役。語尾に「だプリン」とつける口癖がある。1発IN王と共に迫る蛮蚊ー!達の侵略を防いでいたがやがて押され、怪我を負って「OBゾーン」を「混沌」に呑み込まれてしまった。
悪餓り（あがり）
声 - 森訓久
悪魔軍軍事法廷の門前で番をしている痩せっぽっちの魔守。頭が茶碗状。異常に気弱で恥ずかしがりな性格をしている。次界卵編エピローグではポーチに花束を渡そうとして、マジックシュートをくらった。
複写鬼（こぴーき）
声 - 下崎紘史
ポーカードが「悪魔召喚の儀式」で呼び出した機械の魔守。「コピーとってこ〜い!」が口癖。コピー機の体をしていて、「悪魔軍特製コピー用紙」に様々な画像を印刷し、印刷のモデルと同じ能力を持った紙を印刷出来る。
素手ア輪宮（すでアりんぐう）
声 - 笠原竜司
「リングゾーン」で七つのベルトを保持する格闘王の天使。彼がベルトを保持することは「リングゾーン」を「混沌」から守ることに繋がっており、それが悪魔属に奪われると「リングゾーン」は「混沌」に呑み込まれる。娘の半ドールをアル・カッポレに誘拐され、脅迫されて滑降悪役レスラー達を勝たせる八百長試合をさせられていた。
半ドール（はんドール）
声 - 鈴木裕美子
素手ア輪宮の娘。アル・カッポレに誘拐され、素手ア輪宮脅迫するネタにされていた。シールは存在せず、素手ア輪宮の裏書きに名前だけが載っているアニメオリジナルのキャラクター。
童シー徒（ちゃいるどシーと）
声 - 松本美和
赤子の姿をした半ドールの聖守。語尾に「でちゅ」がつく。その泣き声は衝撃波の域に達しており、一度泣き出すと周囲をその大音量で破壊する。アル・カッポレに誘拐された半ドールを取り戻そうとしていた。
アル・カッポレ
声 - 清水宏
「リングゾーン」で悪逆非道を尽くす悪魔（?）。語尾に「ある」とつける口癖がある。半ドールを誘拐して素手ア輪宮を脅迫し、自分が用意した滑降悪役レスラー達に負ける八百長試合をさせた。シール化はされていないアニメオリジナルのキャラクターである。
ヌル魔UFO（ヌルまユーフォー）
声 - 内藤玲
ポーカードが「悪魔召喚の儀式」で召喚した魔守。口癖は「ぬる〜ん」。触れた相手のやる気を奪うぬるま湯を吐き出す湯船型のUFOに乗っており、性格もいい加減でだらけ切っている。しかし一度怒るとUFOが熱湯UFOに変わりぬるま湯が熱湯になり、自身も真っ赤になって凶暴化する。その際は口癖が「アチー!」に変わる。
ガングローブ
声 - 並木のり子
「熱帯ゾーン」に住む、両手にグローブを填めたガングロのコギャル姿の魔守。元々は天使属だったが、「熱帯ゾーン」の大量の規則に嫌気がさし、破り続ける内にいつの間にか魔守となっていた。密林ジムと交際しており、「いつか木の上に家を建ててもらう」という約束をしていた。しかし自分の現状や彼との音信不通も相まって再会を悩んでいたが紆余曲折の果てに、約束を守って見事家を建てていた密林ジムと再会、二人でその家に住むこととなった。
密林ジム（じゃんぐるジム）
声 - 岡崎雅紘
「熱帯ゾーン」に住む、ガングローブに恋する青年聖守。かつてガングローブと約束した「木の上に家を建ててあげる」という約束を守り、不格好ながら黄色い家を造り上げた。その時にはターザン姿になっていた。
ミニ鳩ポリス（ミニぱとポリス）
声 - そのざきみえ（現：園崎未恵）
「熱帯ゾーン」で規律に違反した者を捕らえ、刑務所に入れる事を任務とする女性警察官風の聖守。「ポッポー」が口癖。同種が大量に存在しており、「熱帯ゾーン」以外でも、法律を取り締まる存在として様々なゾーンで働いている（ただし先述の口癖は無い）。
黒子ダイル団D（くろこダイルだんでぃ）
声 - 上別府仁資
「熱帯ゾーン」に住むワニの姿をした悪魔で、裏社会を牛耳る組織「黒子ダイル団」のボス。悪魔軍香具師商工会議所全国連絡評議会組合長らしい。語尾に「だワニ」とつける口癖がある。その仕事柄顔が広く、多くの情報に通じている。「熱帯ゾーン」に「混沌」を呼ぼうとしているが、毎回ガングローブの妨害にあって中々成功しない。次界卵編エピローグでは、アパ帯刀天に歯の治療を受けている姿が見られる。
三文文四（さんもんぶんし）
声 - 斉藤信行
「熱帯ゾーン」で「黒子ダイル団」の力を借りてたこ焼きの出店を営む魔守。同種が多く存在しているらしい。
改ZANライター（かいざんライター）
常にオートバイで行動する悪魔。次界卵捜査中のバカラ一行の前に現れ、その後、5名でアズールを追うも、デビルウィルスにかかったゼウス船の「天聖理力砲」で飛ばされた。
シャーペン銀（シャーペンぎん）
ペンギンとシャーペンを合わせたような姿をした聖守。次界卵を食料とする、疑うことを知らない純朴な一族。登場するだけでも長老ペン銀（ちょうろうペンぎん）（声 - 森訓久）、ボールペン銀（ボールペンぎん）（声 - 斉藤信行）、フェルトペン銀（フェルトペンぎん）（声 - 下崎紘史）、羽根ペン銀（はねペンぎん）（声 - 長浜満里子）など多種が現れている。
魂魄徒（こんぱくと）
声 - 藤井欣（現：藤井裕之）
福陽気妃主催のダンスコンテストのプロデューサー兼司会として雇われていたとても小さな体の聖魔守。ダンスコンテストを盛り上げるためにポーチやダンディーラーを囃し立てたが、二人の争いがあまりにも激化し過ぎて逆にダンスコンテストを台無しにしてしまった。
鵜飼予坊（うがいよぼう）
声 - 真島啓
解寝2斎の師匠で、鵜達を従えた和尚姿の天使。鵜は鵜飼予坊が育てたもので、ウィルスを飲み込むとそれを治療する事ができる薬「鵜飼ワクチン」を作る能力を持っている。だがその能力ゆえに流感マダムに警戒され、タケル達が訪れた時は鵜を誘拐されていた。
解寝2斎（げねツーさい）
声 - 堀田勝
鵜飼予坊の弟子で忍者の姿をした聖守。語尾に「でござる」とつく。「いかにも」が口癖。鵜飼予坊と共に流感マダムの「デビルウィルス」に対抗する為、彼女に奪われた鵜飼予坊の鵜を取り戻そうとしていた。なお鵜と取り合う際には合言葉が必要で、解寝2斎が「アーイー」と叫ぶと、鵜は「ウー！」と答える。
流感マダム（りゅうかんマダム）
声 - 井上瑤
肩に「デビルウィルス」が詰まった大袋を担いだ有閑マダム然とした悪魔。ペットとして野生のインフルエンザを常に従えている。「デビルウィルス」を蔓延させて周囲のゾーンに「混沌」を呼び込んでいた。「ホンコンA型リムジン」というゴージャスな飛行艇を所有している。バカラとは知り合いらしく、お互いに「マダの字」「おバカラ様」と呼び合う仲。
野生のインフルエンザ（やせいのインフルエンザ）
声 - 下崎紘史
痩せこけた野獣の姿をした流感マダムのペット兼魔守。流感マダムの前では大人しいが、それ以外の前では本来の凶暴性を発揮して襲いかかる。
W墓戯（ダブルぼぎ）
声 - 矢尾一樹（悪魔時の声）/ 徳光由香（天使時の声）
W仏KINGの命令でアズールを「破壊の王」として覚醒させようとしたW属。悪魔属性が強まっているらしく天使属性の顔が悪魔属性の口の中にあり、普段は悪魔属性の状態でいる。覚醒したアズールに天使属と悪魔属の掃討を命じたが無視され、アズールの攻撃を受けて両属性が切り裂かれる。悪魔属性は「天源核」に、天使属性は「魂壷」に吸収された。
朱烈男爵（しゅれつだんしゃく）
声 - 中尾友紀
ポーカードが「悪魔召喚の儀式」で呼び出した悪魔。「シュッシュ―」が口癖。当初は小さな毛玉のような愛くるしいものだが、周囲の紙を喰らって巨大化・強大化する能力を持っており、「オフィスシティ」の大量の紙を喰らい、さながら怪獣のような姿となって暴走した。巨大化時は周囲が紙なので火に弱いが、「オフィスシティ」は紙でやり取りしている関係上、緊急消火装置が装備されているので、すぐ消されてしまった。
ワク珍（ワクちん）
声 - 平野貴裕
天聖界一のワクチン研究家として知られる老人聖守。語尾に「チン」とつける口癖がある。「混沌」に沈みかけた町で、悪玉コレ捨テロールの「脂ボール」に対抗するワクチンの研究をしていた。その中で偶然作れた悪玉コレ捨テロールを撃退しうるワクチン「珍ボール」を開発している。
悪玉コレ捨テロール（あくだまコレすテロール）
声 - 杉野博臣
バカラが「混沌」拡散計画の一環として派遣した悪魔軍所属の魔守。語尾に「ロール」とつける口癖がある。凄まじく太っているので肉体労働は苦手だが、引き換えに両肩のファンから触れる者を太らせる「脂ボール」を放つ能力を持っている。その能力で天使属たちを太らせ、その重量で「混沌」に沈みかけた町をさらに沈めようとしていた。
ゾロイド
声 -
メカニカルゾーンの「悪魔軍ロボット工場」で働いている、ピンゾロイド型のロボットたち。ピンゾロイド2号を「先輩」と慕っている。全員意思があり、語尾に「ロイド」とつけるが、故障が多いのが欠点。そのため、ワルサ四天王・暴満漢によってデジタロイドに代わる事となり、全員廃棄処分になりそうになるが、それに反発するバカラやピンゾロイド2号に助けられる。最後は別のゾーンを造ろうと決意すると、バカラに向かって「ありがとうございました。バカ、バカ、バカ、バカラ様」とスクラッチし、バカラに追い回された。その後は全員御神籤仙人の元に集まり、次界卵編エピローグではシャーマンカーンの指揮の下で働いていた。また凶悪魔編では新たに作られた「バカラゾーン」で働いている。
デジタロイド
暴満漢が新たに誕生させたロボット。ゾロイドの様な意思は無い。胸からのカッター光線、頭部からのミサイルが武器。飛行も可。暴満漢はゾロイドたちを全員廃棄処分し、代わって量産したデジタロイドを工場で働かせようとしたが、バカラ一行によって妨害、更に様子を見ていたタケルも加勢し、最後はコアランサーで撃破された。しかしこの事が暴満漢の怒りを買うことになる。シール化はされていないアニメオリジナルキャラクター。
寒乱射（かんらんしゃ）
声 - 竹本英史 / 谷内友美（バニー時の声）
観覧車と同等の巨体を持つ絶叫魔神の魔守。語尾に「だビョ〜！」とつける。常に凄まじくサムい駄洒落を連発し、頭についている観覧車から放つ冷気の詰まった缶と合わせて、周囲に吹雪を吹き起こす能力を持っている。
ロケットランナー
声 - 郷田ほづみ
天聖界一の俊足を誇り、天使属のメッセンジャーを勤める聖守。1発IN王からの伝言でタケルたちに「アラクネの谷」の情報を伝えたが、その帰りに動ピングラマーの襲撃を受けた。遠くにあったり動き続けている物を捕捉するゴーグルをかけ、足には俊足を助けるロケットが装備されている。
フラットN爺（フラットえぬじい）
声 - 下崎紘史
動ピングラマーを幼少の頃から世話し続ける執事然とした老人魔守。趣味は誰かのNG（失敗）を録画して集める事。動ピングラマーとは「爺」「お嬢様」と呼び合い、慕い合っている。動ピングラマーを守る為に危険なドーピングを行い、その果てにタケルの「聖天核」に吸収された。70年前に動ピングラマーと共に「赤い目の獣」の暴走を目の当たりにしている。
蛮蚊ー!（ばんかー!）
声 - 山崎樹範
悪魔軍東部方面「混沌」拡散部隊第2025中隊に所属する蚊の姿をした魔守。語尾に「バン」とつける口癖がある。同種が大量に存在しており、軍勢を率いて「OBゾーン」に侵略し、1発IN王と戦い続けていた。そして物量戦で1発IN王を倒し、「OBゾーン」を「混沌」に呑み込んだ。
遅延僧（ちえんそう）
声 - 楠大典
悪魔軍に所属する悪魔。通称「悪魔属のレザーフェイス」。その名前とは裏腹に、「混沌」にほとんどのゾーンが呑み込まれて最終避難所となった「ヘルスゾーン」を殲滅しようとジェノサイドデビルに進言したタカ派。また向上心も強く、ポーカードを押しのけて悪魔軍No.2となるべく、ジェノサイドデビルの制止があったにも拘らず独断で「ヘルスゾーン」を襲撃した。

#### 凶悪魔編
真っ向クジラ王（まっこうクジラおう）
声 - 鶴岡聡
天城京大コロシアム・バトルフェスチバァ決勝戦でタケルと戦うマッコウクジラ型天使。三面鬼神との戦いで大怪我をして集中治療室に送られる。
三面鬼神（さんめんきじん）
声 - 駒田はじめ（現：駒田一）
タケル達が最初に出会った凶悪魔。ゼウスが照星魂の持ち主かと思って戦神召誕の儀にかけたが、違ったため中止した。天城京大コロシアムでタケルに勝っていたが、一面を潰されて怒りのあまり破断塔をうっかり攻撃し、強制撤退させられノクスに叱責される。後に一面を潰された恨みを晴らすためタケルに挑む。
三面鬼神が倒されてからは一面鬼神（いちめんきじん）とスポーツ面鬼神（スポーツめんきじん）といった類似の凶悪魔が登場する。
893医師（やくざいし）
声 - 石井康嗣
墜落した隕石の被害を受けた町の医師で、糖衣嬢の父親の悪魔。凄みをきかせる時は顔が大きくなる。糖衣嬢が看護師を目指し、自分のもとから去った寂しさから霊断坊主につけ込まれ洗脳された。凶悪魔に洗脳された時は顎に◎が浮ぶ。
シールでは腕が8本あったが、アニメでは2本になっている。
失投尉（しっとうい）
声 - 竹本英史
893医師の看護士で魔守。タケル達をいきなり自分の救急車に乗せて病院に連れていき、荒治療をして5000万Zを払うよう迫ったがタケル達が断ったため893医師を呼ぶ。893医師と同様に霊断坊主に洗脳されて顎に◎が浮ぶ。語尾に「めす」と付ける。
霊断坊主（れいだんぼうず）
声 - 岩崎征実
凶悪魔の一人。2つ顔があり青い顔と赤い顔で、青い顔から冷気を出し、赤い顔から熱気を出す。893医師と失投尉を洗脳した張本人。糖衣嬢が純粋な心を持っているため照星魂を持っていると考えていたが違った。
駆け込みジョーカー（かけこみジョーカー）
声 - 高橋広司
暴守の一人。ピエロの格好をしている。水を飲んで水流にして建物を破壊したり、自分の体を建物と同化して動かすが、離れたら同化していた建物は塵になる。体を硬くしたり、紙のようになるなど多種多様の戦法をとる。ポーチが照星魂の持ち主と考えていたが実際は違った。語尾に「〜ジョー」を付ける。
ジェット皇星（ジェットこうすたー）
声 - 植本潤
タケル達が駆け込みジョーカーとの戦いで遭遇した天使。リズムをとって喋る。ポーチとは恋人関係だったが、特別海賊戦のポーチとタケルの二人の関係を見て、自分はポーチの恋人になれないと感じて手紙を残して去る。その後ノクスに苦戦するタケル達に助太刀するも、ポーチに君の笑顔を守るため戦い続けると言い残し、「涙のダブルループコースター」で去る。ポーチは泣きながら「プップクプーのプー」と大むくれ、後に暗暮党党員に苦戦している時にタケルが「あれをジェット皇星だと思えばいい」と励ましたところ、顔が悔しさで真赤になって闘志が沸いたほど。「ジェットタイフーン」という竜巻を起こして相手にぶつけて吹き飛ばす。
千舞道士（せんまいどうし）
声 - 高乃麗
闇の天使の一人。「仕掛の千舞」と言う異名がある。かつて中途半魔と共に裏で聖魔和合界の治安を支えていたが、ゼウスから中途半魔と共に追放を受ける。だが、聖魔和合界を守る事は変わらず今でも闇の天使として治安を支えている。凶悪魔側についた中途半魔を殺そうとしたがタケル達に止められた。針を使って相手を殺す。女好きのゼウスだが千舞道士の前では真面目な態度をとっていた。
中途半魔（ちゅうとはんま）
声 - 内藤玲
闇の天使の一人だが魔守。「仕留の半魔」と言う異名がある。かつては聖守として千舞道士と共に裏で聖魔和合界の治安を守ってきたが、ゼウスから追放を受けそれを恨み凶悪魔について体の半分が変わり聖守から魔守に変わった。聖守のころは鉄球を使用したが、魔守からは左手がハンマーに変わり殺害方法が増えている。わざと凶悪魔に攻撃されて怪我をしてタケル達に接触し、タケルを殺害しようとしてハンマーで頭を攻撃したが通じなかった。聖魔和合軍は中途半魔から魔凶次元と幻次界、破断塔の情報を得ることができた。
発砲首領（はっぽうしゅりょう）
声 - 木内秀信
凶悪魔の一人。ビール瓶のキャップを銃弾に使う。用済みとなった中途半魔を殺害する。
特別海賊（とくべつかいぞく）
声 - 冨田昌則
凶悪魔の一人。海賊の格好をしている。武器である「特別通禁カバン」と松葉杖の形をした「独眼竜マシンガン」を使用して1度はバカラに勝つ。2度目の戦いで覚醒したダーツの力によって武器が溶けて格闘戦になるが、バカラには及ばず敗れる。照星魂は男の中の男であるバカラが持っていると考えたが実際は持っておらず、その考えを聞いたノクスからは呆れられている。部下は大量にいるが、ダンディーラーに倒される。
サイバー司教（サイバーしきょう）
声 - 鈴木千尋
マルコネオンの側近で天使。戦士の遺伝子を持っている。
コサックタンス、ドリプルトプス
スポーツ面鬼神が襲ってきた場面で登場した聖守。スポーツ面鬼神に戦いを挑むもかなわなかった。
各益天女（かくえきてんにょ）
声 - 高橋美紀
次元門を守護していた天使。レスQ天女と違い巻戻死神との戦闘シーンがない。
巻戻死神（まきもどしにがみ）
声 - 森訓久
凶悪魔の一人で、時間を操る鎌を使用するが水に弱い。タケル達一行を魔凶次元に行かせないため邪魔をする。理力球は破壊出来たが、レスQ天女の水を使った攻撃にあい鎌は故障。鎌を修理して再び戦いに挑む。凶滅神マーネスの事を嫌っている。語尾に「でび」とつける。
暗暮党首（あんくれとうしゅ）
声 - 石橋美佳
凶悪魔の一人で、一般の凶悪魔では珍しく女。部下を大勢率いる。必殺技は左足を高く上げて回転し、左足に付いているドクロ型アンクレットを投げつける「アンクレット攻撃」。タケル達を追い詰めて地割れに引き込ませて勝ったと思いきや、タケル達はどこかに消えていた。マーネスに失態を攻められて再度タケル達に挑む。
無病即斎（むびょうそくさい）
幻次界の地下避難所に、避難民と共に居る赤ん坊天使。声は無い。
シャンテリア
同じく地下避難所に居るテリア犬型聖守。
スクープリンス
声 - 藤井欣（現：藤井裕之）
天使で駅弁天の夫。
駅弁天（えきべんてん）
声 - 長浜満里子
聖守でスクープリンスの妻。腹に子が宿っている。
愛猛女（あいもうじょ）
カンジーの回想シーン（中央病院でダンディーラーが身籠った）に登場した聖守。院内で携帯電話で通話中のところを、カンジーに叱られる。
1+1ワニ（いちたすいちワニ）
同じくカンジーの回想シーンに登場したワニ型聖守。院内で患者と共に記念撮影をしていたところを、カンジーに叱られる。
老齢X（ろうれいエックス）
声 - 永野善一
時間を操る悪魔で時の密航者といわれている。タケルを無限冥王獄にワープさせた張本人。デビルと共にタケルの罪を見せたが、グリニッジ神官の気配を感じてデビルと共に去る。
グリニッジ神官（グリニッジしんかん）
声 - 水島裕
時間を操る天使で時の管理者。タケルに心とは何かを説いた。
にんじんじゃ、きば船（きばせん）、アロえんま大王（アロえんまだいおう）、地火蜂伝（じかはちでん）
最終回エピローグの「スーパーゼウス引退パーティー」の客として登場。全員声はなし。地火蜂伝のみ天使で、他の3名は悪魔。なおシールでは、きば船には綱引鬼（つなひき）と玉入霊（たまいれい）という2名の悪魔仲間がいたが、劇中では登場しなかった。
ウェイクアップガールズ
「スーパーゼウス引退パーティー」で紹介された次期ヘッド3姉妹で、ヘッド試験をクリアした目覚まし天使。おとなしいが頭脳明晰の長女ミル、元気者の次女フィー、泣き虫の三女ユウで構成されている。

## 種族・属性
命（いのち）
この世界で受肉し、生物として生きる者たちの総称。天使属や悪魔属、W属や「凶悪魔」もこれに含まれる。
本作で登場した新しい概念であり、今までのビックリマンでは天使や悪魔は種族であり、基本的に不変だった。しかし本作での天使や悪魔はあくまで属性であり、当の本人が望めば自在に変えることができる。天使や悪魔の体は理力や魔力というエネルギーで構成されるので、死ぬとエネルギーが霧散して消滅する。
天使（てんし）
本作における二つの種族の片方。理力というエネルギーを秘めている。ビックリマン2000チョコの商標名には「ギガ天使」とあるが、本編では使われていない。天使属の簡略的な呼び名としても使われるが、天使属と明言されている場合は、聖守も含んだ総称である。往々にして温厚で平和主義、正義を至上とする。また、神話の時代には強大な理力を戦いに用いたが、本作の時代の天使属の理力は衰退してしまっており、そこまでの力は望めない。
悪魔（あくま）
本作における二つの属性の片方。魔力というエネルギーを秘めている。ビックリマン2000チョコの商標名には「バグ悪魔」とあるが、本編では使われていない。悪魔属の簡略的な呼び名としても使われるが、悪魔属と明言されている場合は、魔守も含んだ総称である。その多くは粗暴で暴力的、力を至上としている。しかし、平和を望む者や仲間を大事にする者も多く、一概に全てが悪質と決めつけることはできない。天使属と同じく、本作の時代の悪魔属の魔力も衰退している。
聖守（サポーター） / 魔守（フーリガン）
本作における「お守り」に相当する者たち。「混沌」の力によって「お守り」が天使的な部分と悪魔的な部分の二つに分裂したもので、天使的な部分が「聖守」となり、悪魔的な部分が「魔守」となった。「聖守」は天使を、「魔守」は悪魔を助ける役目を担っている。天使と悪魔に比べてその力は劣る場合が多い。
聖魔守（ファン）
己の意思で聖守にも魔守にもなる者達の総称。自らの意思で在り方を定めるその行動は、ある意味最も「命」らしいと言える。
お守り
天使属にも悪魔属にも属さない、中庸な属性を持つ者たちの総称。主に天使属に味方していた。遥か昔に「混沌」によって「聖守」と「魔守」の二種に分断されていて、「お守り」として現存している者は「お守り原種」と呼ばれており、その存在は『集中豪無編』で明らかになる。
W属（ダブルぞく）
天使属の姿と悪魔属の姿を共有する者たちで、W仏KINGをヘッドとする彼の眷属。「両属性具有」に近しいが、一つの身体に聖魔の二つの意思を持つ「両属性具有」とは異なり、聖と魔の2体が同一存在として共存しており、その力も天使属、悪魔属より強力。しかし、遥か古代にその故郷である世界（聖魔和合界のある新表層とは別の宇宙層）は滅びており、現在は極わずかな生き残りが遺るのみ。天使属と悪魔属を滅ぼし、「次界卵」によって自分たちの世界を創造することを目的とし、天使属や悪魔属の中に潜み暗躍している。
両属性具有（アンヴィヴァレンツ）
かつて「超聖神」が創造したとされる、天使属性と悪魔属性の両方を併せ持つ存在。しかし悪魔属性が肥大化し、「超聖神」に反逆したため、その身を天使属性と悪魔属性の二つに裂かれ、そうして天使属と悪魔属の始祖となったとされている。その実体は『集中豪無編』で明かされる。
神（かみ）
「命」という有限と心を捨て、「神」という強大な力と重役を担った者達の総称で、基本的に不滅の存在。その多くは強大な力を得たがゆえに「命」という規格から逸脱したために「神」に至った者達で、もしかしたらその全てはことなる世界や時間に生きた「命」であった可能性がある。基本的に「命」には不干渉で、「命」の創造や世界の構成以外に関わる事は禁じられている。
凶悪魔（きょうあくま）
戦神カリユガの邪伝子から生まれた悪魔たち。上記の悪魔と違って力が強く、混沌なしでも強い。凶悪魔の特徴として体のどこかに◎マークがある。凶悪魔は死ぬと魔黒石になる。
暴守（ボーガン）
凶悪魔の「魔守」に相当する属性。凶悪魔の特徴は無いものの力は強い。
闇の天使属（やみのてんしぞく）
平和と自由を脅かす者達を始末する天使属。

## 役目
超聖神（ちょうせいしん）
聖魔和合界を創造した「神」。「五造大神」を従える者として、この世界の頂点に君臨している。アニメ本編では最後まで明かされていないが、正体は『スーパービックリマン』に登場したフェニックス・ティキ・アスカ・アムルの4人である事が『集中豪無編』で明かされる。
五造大神（ごぞうたいしん）
「超聖神」に従い、この宇宙を構成する「次界五大素」を担う五柱の「神」の総称。それぞれ「命」「心」「天」「地」「国」を担っており、世界を創造し、「命」達が未来を織り成していく可能性を生み出す役目を担っている。しかし次界卵編を切っ掛けにして、その役目は崩れ始める。
現命神（あらいぶがみ）
「神」にも等しい力を持ちながら、「命」であり続ける存在のこと。カリスマデビルが「全ての「神」と「命」と決別した聖魔を超える存在」となることを期待し、トリスダルナの真猊ホアノモスが言った言葉（『集中豪無編』）。
超聖神の使者（ちょうせいしんのししゃ）
「超聖神」の意思を伝え、それを叶えるべく世界を奔走する存在。その力は時空を越え、遥かに巨大な物も引っぱり、破壊するほどの戦闘力も持つ。また「聖魔和合界」の「照星魂」の持ち主でもある。
戦使（せんし）
広義には戦うために生まれてきた天使属の事とされるが、実際は「戦使の遺伝子」と呼ばれる謎の因子を持つ者達の総称。戦って未来を切り開く者とされている。次界卵編の登場人物では、タケルやアズールが「戦使の遺伝子」を保有している。
戦使の聖守（せんしのサポーター）
「戦使」の傷を癒し、支えることを運命付けられた特別な聖守。また周囲の「命」の想いをエネルギーに換えて「戦使」に送り、その力を強化することもできる。コーラルは生まれつき戦使の聖守としての能力を備えていた。ポーチは普通の聖守だったが、タケルのサポートを続けていくうちに戦使の聖守の能力を得た模様。コーラルはW仏KINGに力と記憶を封じられていた。その能力は次界卵編の終盤でのみ発揮され、凶悪魔編では一切発揮されなかった。以後のポーチは普通の聖守だが、コーラルは『集中豪無編』で新たな能力と使命に目覚めることになる。
ヘッド
一つの派閥の長として、仲間を導いていく者たちの総称。かつての聖魔和合界にはゾーンごとにヘッドが存在したが、新紀元和合1999年にヘッドと呼べるのは天城京のスーパーゼウス、シャーマンカーンくらいだった。デビルが倒れ新聖魔和合が成立したのち、天使属と悪魔属それぞれに「輝（キラ）ヘッド」、その上に全てを束ねる「スーパーヘッド」が置かれた。数年後、スーパーゼウスは聖魔和合界のスーパーヘッド職を辞し、後任にウェイクアップガールズを据えた。

## 組織・集団
悪魔軍（あくまぐん）
カリスマデビルの指示の下に行動する悪魔属の軍隊で、「混沌」を全ゾーンに拡散させる事を任務としている。シネス皇帝が「トリスダルナ」の「超魔力爆戦機構」を前身として設立した。
ワルサ四天王
悪魔軍を指揮する4人の強力な悪魔達で、シネス皇帝をリーダーとしている。
トリスダルナ
70年前、ゾーンがまだ一つの海で繋がっていた頃に存在していた、悪魔属のみが住む「悪魔真正国家」。「赤い瞳のビースト」の被害を唯一免れた国だが、それ以降どうなったのかは一切が不明。詳細は『集中豪無編』を参照。
超魔力爆戦機構（デビルフォース・ウォーリアス）
猊下ホアノモスが創立した「トリスダルナ」の私設部隊。その実はかつて倒されたスーパーデビル復活を目指す秘密結社。シネス皇帝によって悪魔軍に増強された、悪魔軍の前身となる組織である。

## 能力・技術・現象
混沌（カオス）
「聖蓋」で封じられていた邪悪なエネルギー体。外見的には半透明の紫色をした粘着性のゲル。悪魔属を活性化させて凶暴化し、天使属の力を弱め、呑み込む特性を持っている。その昔にも溢れ出しており、「お守り」が「聖守」と「魔守」に分断される原因ともなった。負の感情を糧とするとされてきたが、実はあらゆる「命」の全ての感情を拠り所とし、その発生には悪魔属だけではなく天使属も関わっている。その根源は世界創造の時にまで遡るものとされており、その詳細は『集中豪無編』で明かされる。
パッション指数（パッションしすう）
各ゾーンごとで異なる、当地の活気に影響される力場。当地の住人たちの感情に比例して上下し、高ければ「混沌」さえも退けるが、低いと「混沌」を退けるどころか呼び込んでしまう。「混沌」が無くなった次界卵編以降は一切登場しない。
天界リフォーム（てんかいリフォーム）
「次界卵」によって世界を新たな形に刷新する事をこう言う。
転換種（コンバーチブル）
自らの体を異なる属性の体に変換させた者のこと。「転換」は悪魔から天使への変換も可能で、かなり気軽に行われているようだ。しかし、稀に本人の意思とは関わらず「転換」を強要されることもある。
Z化（ゼットか）
肉体から魂が離脱する現象。無機物に取り憑いてそれを体とする事ができるが、その力は大幅に制限される。ヘッド級の力の持ち主がこの現象を引き起こせる。スーパーゼウスやシャーマンカーンは「混沌」によってZ化を起こしていた。
X化（エックスか）
肉体と霊（魂）が半々となる現象。復活途中のカリスマデビルがこの状態だった。カリスマデビルは自らをより高次な存在とするため、「魂壷」の中に潜んで消滅を免れ、「混沌」を通じて天使属を吸収し、力を高めた。
戦使の遺伝子（せんしのいでんし）
「戦使」を「戦使」たらしめる謎の因子。「戦使」に戦って道を切り開き、時代の求心力となるような力を与える。その起源は天使属や悪魔属とは完全に別系統の存在にある。聖魔和合界には「超聖神」が広めたといわれている。
魔理力（まりりょく）
本来相反する天使の力「理力」と悪魔の力「魔力」が融合して生まれた力。反発し合うがゆえに融合を達成すると強大な力を発揮する。ジェノサイドデビルは「混沌」を通じて数多くの天使属を吸収したため、自らが持つ魔力と天使属が持っていた理力を融合させ、魔理力を発生させる事ができた。
聖神パシー（せいしんパシー）
かつてヘッドロココが聖神ナディアから授かり、そしてタケルへと受け継がれた力。所有者の心に感応してその力を発揮し、タケルの場合はそれによって「武装翔束」を装備する。
武装翔束（タクティカルウィング）
ヘッドロココから受け継いだ「聖神パシー」とタケルの「自分は戦使である」という自覚によって発現する一種の武装。白く輝く翼と「神帝」を思わせるマスク、そして「翔斬翼」を身にまとう。その力の起源は「聖神パシー」によるもので、「戦使の遺伝子」による力ではない。
漢力（おとこぢから）
元々はゲンカク番長が持つ力で、息子のバカラが受け継いだ。彼らが元々持っている男気と膨大な魔力が融合し、「漢力」という強大な力に昇華する。その詳細は初代保有者であるゲンカク番長が登場する『集中豪無編』で明かされる（漢力という名称も『集中豪無編』で明かされた）。
魔法（まほう）
理力や魔力が衰退したこの世界において用いられる新しい力。自らの意思を大気に満ちる「魔法層力」に働きかけて現発動するもので、既存の物を変化させたり、イメージしたものを現出させるタイプの能力。当初は制御の難しい技術とされたが、聖魔和合歴1960年以降は理論大系が構成されて急速に普及、学校などで学べるようになった。その起源は聖魔和合界と異なる世界にあるらしい。
聖魔和合（せいまわごう）
天使属と悪魔属が和解し、共存して生きていくこと。初代『ビックリマン』のロココ、マリアによる天使・聖心主導の聖魔和合とは区別されている。

### 道具
次界卵（じかいらん）
手に入れた者のイメージにより世界を創造し、今の世界を刷新することも全く新しい別の世界を生み出すこともできる神性の卵。半ば伝説上の道具とされていたが現実に存在するらしく、タケル達はそれを求めて旅を続けていた。世界によってそれを発生させる手順や方法は異なっている。
聖魔和合界の次界卵は、「天源核」と「闇王核」を次界胎后ノヴァに吸収させ、幾許かの時の後に発生するものだった。
聖蓋（たが）
「天城京」にそびえる巨大な頭像型の蓋。「混沌」を封じ込める蓋として存在していたが、謎のハエによってくしゃみを起こして外れ、世界に「混沌」を溢れ出させてしまう。
天源核（ビッグバンコア）
スーパーゼウスが「天城京」から辛くも持ち出した謎の宝玉。天使の力の源であるとも言われ、悪魔属を吸収してその力を高める。タケルのみがその真価を発揮させる事が可能で、彼はこれをブーメランに嵌め込んで使用した。
その正体は、「心産みの神」が天使属性の象徴として創造する「神」の遺産であり、「闇王核」と共に次界胎后ノヴァに吸収させる事で「次界卵」を造る材料となる。
魂壷（るつぼ）
「混沌」が詰まっている魔性の壷で、悪魔属の力の根源ともいわれている。内部には広大な「魂壷空間」で広がっており、その中央にある本体「魂壷元素核」が浮かび、「X化」したカリスマデビルが潜んでいる。「混沌」に呑み込まれた天使属は「魂壷」に納められ、カリスマデビルが強大な力を得るための糧とされる。
魂壷の欠片（るつぼのかけら）
アズールが盗み出した「魂壷」の一端。アズールはこれを刀身として剣に加工しており、切り裂いた天使属や悪魔属を吸収してより強大な力を持ち、やがては「闇王核」へと進化していく。
闇王核（ダークマターコア）
アズールが数多くの悪魔属を吸収して完成させた宝玉の嵌め込まれた剣。
その正体は、「心産みの神」が悪魔属性の象徴として創造する「神」の遺産であり、「天源核」と共に次界胎后ノヴァに吸収させる事で「次界卵」を造る材料となる。
ラックゲート
御神籤仙人が「次界卵」を探そうとするタケル達に貸した四面の鳥居。かつて天使と悪魔が争っていた頃、天使が悪魔の妨害を受けずに移動するために造った物らしい。普段は異空間で待機しており、呪文を唱えると回転しながら勢い良く出現する。行き先はランダムに決まる運任せだが、タケル達が使わなくなった間に御神籤仙人が改造し、「月」に限っては設定次第で必ず移動できるようになった。
タケルスペシャル
タケルが愛用する「天源核」が嵌め込まれた巨大な木製ブーメラン。星天使編ではこれを武器として用いる。
千里ゴーグル
カンジーが普段からかけているゴーグル。起動させると見るものを瞬時に解析する事ができ、主に敵の弱点を探るために用いられる。
コアブーメラン / コアランサー
大凶魔1/100との戦いで壊された「タケルスペシャル」が「天源核」と「ヘッドロココの羽根」との融合を果たし、生じた武器。「ヘッドロココの羽根」が描かれた三枚の板で構成され、風車状に組んだブーメラン形態「コアブーメラン」と、三枚を一直線に組んだ槍形態「コアランサー」の二つに変形する。それそのものが「天源核」の特性を持っているようで、一見すると宝玉としての「天源核」が見られないが悪魔属を吸収する能力は持ち続けている。
ヘッドロココの羽根
ヘッドロココの尾羽で、「聖神如意扇（せいしんにょいせん）」とも呼ばれる。「ゴールデンフェニックス」の導きを介して保護観音からタケル達の持ち物となり、「ダイキョウゾーン」ではタケルのブーメランと「天源核」と融合し、「コアブーメラン」を形成した。
翔斬翼（ウィングランサー）
「武装翔束」を纏ったタケルが発現するブーメランの形をした光の塊。大きさは変幻自在かつ強大な威力を誇り、相手を吸収する「天源核」とは異なり、完全に抹消する殺人の特性を持つ。

### 土地・世界
聖魔和合界（せいまわごうかい）
本作の主な舞台。長い戦いと年月の果てに完成した、天使属と悪魔属が共存して生きていく世界。99のゾーンが宙に浮かんで存在している世界で、その歴史は次界卵編の段階で新紀元和合1999年とされている。それ以上の昔は「神」が「命」と共にあった「神話の時代」と呼ばれ、元年以降は「命」が「神」の創った世界で生きていく「命の時代」と呼ばれている。
なお、この世界を創造したのは『スーパービックリマン』に登場したフェニックス・ティキ・アスカ・アムルの4人であり、同作の最終回で崩壊した『スーパー』の世界の破片がすべて集まって誕生した。
ゾーン
聖魔和合界に浮かぶ島の総称で、全部で99個存在する。それぞれのゾーンによって異なる環境や文化を持っている。元々は一つの海で繋がっていたが、新紀元和合1960年に現れた「赤い瞳のビースト」によって海は蒸発、大地は砕け、その断片が現在の浮遊島のようなゾーンとなった。
夢次元（ゆめじげん）
意識や観念のみが存在する一種の精神世界。普段は何もない真っ白な空間だが、その世界に訪れた者の望む風景を投影させる。また時間などのしがらみが一切無く、そこに住む者達は時を超え、夢としてあらゆる時代と世界の者達に干渉できる。
天城京（てんじょうキャッスル）
聖魔和合界の中心で首都にあたるゾーン。スーパーゼウスはそこに住んでおり、「聖蓋」もここに存在していた。だがそれゆえに「混沌」が溢れた時にはどのゾーンよりも先に呑み込まれ、闇の空に包まれた廃墟となっていた。
混沌城（カオスじょう）
ジェノサイドデビルの強大な「魔理力」によって悪魔軍の空中要塞が「混沌」を大量に纏い、巨大な城へと変貌したもの。その規模はゾーン一つの数十倍の大きさを誇る。
アラクネの谷
次界胎后ノヴァが住む神域とも言うべき渓谷。その中には「時の糸」が張り巡らされており、「天源核」か「闇王核」を持つ者達以外は入る事を許されない。「OBゾーン」に存在し、「霧深き谷」と呼ばれる禁足地とされていた。

## ゾーン
- 六手の里
- グリーンゾーン（ゾーン番号11）
- クリスタルゾーン（ゾーン番号3）
- ストライクゾーン（ゾーン番号70）
- スクールゾーン（ゾーン番号99）
- ホネオリゾーン（ゾーン番号42）
- カエンゾーン（ゾーン番号19）
- 天城京
- ホワイトゾーン
- サファリゾーン
- ヘルスゾーン（ゾーン番号26）
- ダイキョウゾーン（ゾーン番号100）
- エナメルゾーン（ゾーン番号64）
- サマーゾーン/ウインターゾーン
- 山間の村
- レッドゾーン（ゾーン番号49）
- リングゾーン

- サンドゾーン
- ネッタイゾーン
- シャーペン銀の里
- リゾートゾーン
- オフィスゾーン
- ウキウキゾーン
- メカニカルゾーン
- ワナワナゾーン
- OBゾーン（ゾーン番号18）
- カオス城
- バカラゾーン
- フロンティアゾーン
- シンジュクゾーン
- シンバシゾーン
- 幻次界
- 無間冥王獄
- 魔凶次元

## スタッフ
- 企画 - 久保雅一、亀山泰夫
- 協力 - 小学館キャラクター企画室
- 監督 - 葛谷直行（次界卵編）→福冨博（凶悪魔編）
- シリーズ構成 - 冨岡淳広
- キャラクター原案 - エサカマサミ、今村和美（協力）、筒井海砂（凶悪魔編協力）、コミックスウェーブ
- キャラクターデザイン - 野田康行
- ビジュアルデザイン - 荻原直樹
- 色彩設計 - 大倉喜美子
- 美術監督 - 西倉力（次界卵編）→稲葉靖之（凶悪魔編）
- 編集 - 岡安肇（次界卵編）→小島俊彦（凶悪魔編）
- アフレコ演出 - 三ツ矢雄二
- 音響演出 - 平光琢也
- 音楽 - 渡部チェル
- 連載 - 月刊コロコロコミック、てれびくん、小学三年生
- CGディレクター - 三沢伸
- 3DCG制作 - えん
- スーパーバイザー - 吉川兆二、松井聡
- プロデューサー - 斉藤郁（次界卵編）→小林教子（凶悪魔編）、すぎやまあつお
- アニメーションプロデューサー - 茂垣弘道
- アシスタントプロデューサー - 宮本安芸子
- ナレーション - 三ツ矢雄二（次界卵編）→駒田はじめ（凶悪魔編）
- アニメーション・CG制作 - スタジオコメット
- 製作 - テレビ東京、NAS

## 主題歌
オープニングテーマ
「さあ行こう!」（第1話 - 第53話）
作詞 - 吉川兆二 / 作編曲 - 岩﨑元是 / 歌 - 松崎しげる
第26話から映像が変更された。
第52話ではエンディングテーマとして使用。
「戦使達の翼」（第54話 - 最終回）
作詞・作曲 - 高取ヒデアキ / 編曲 - 籠島裕昌 / 歌 - COA
第53話エンディング前にも挿入歌として一部使用。
エンディングテーマ
「バカラのマーチ」（第1話 - 第48話、第50話・第51話、最終回）
作詞 - 吉川兆二 / 作編曲 - 岩崎元是 / 歌 - バカラ讃え隊
第10話までは1番、第11話以降は2番をそれぞれ歌った。
総集編である第53話ではバカラたちの回想パート「それゆけ! バカラ軍団」のBGMとして、3番を使用した。
最終回では天使と悪魔たちが自分の名前を歌詞にして歌う合唱を披露した。
「ダンディーラー哀のテーマ」（第49話）
作詞 - 藤田伸三 / 作曲 - 渡部チェル / 歌 - ダンディーラー（入絵加奈子）
この回でバカラがシネス皇帝と相打ちになった（第52話でバカラは復活）事から、バカラの今までの行動をバックに使用した。元々は第32話でバカラと出会う前のダンディーラーがバーで歌った歌。第53話でも使用した。
「福ちゃんマーチ」（第53話）
作詞 - 吉川兆二+福ちゃん / 作編曲 - 岩崎元是 / 歌 - 福陽気妃（岩坪理江）
先述の「バカラのマーチ」をイントロ部まで同じにし、オリジナル版3番の「バカラ」を「福ちゃん」に替えて歌った特別版。映像もイントロ部までは同じだが、ガスベガス飛行場面を福陽気妃が押しのけた所で、第53話の各パート冒頭部を映像に使用した（歌詞テロップは一貫して無し）。
「僕らの宝箱」（第54話 - 67話）
作詞 - まつざきゆうこ / 作曲 - 松本俊明 / 編曲 - 岩崎元是 / 歌 - 堀江美都子

## 各話リスト
- サブタイトル読み上げはタケル役の富永みーなが担当だが、総集編である第53話のみ福陽気妃役の岩坪理江が担当。

| 話数              | サブタイトル                                               | 脚本                | 絵コンテ             | 演出                 | 作画監督          | 放送日          |
| 次界卵編          | 次界卵編                                                   | 次界卵編            | 次界卵編             | 次界卵編             | 次界卵編          | 次界卵編        |
| ----------------- | ---------------------------------------------------------- | ------------------- | -------------------- | -------------------- | ----------------- | --------------- |
| 第1話             | 伝説の戦使誕生! のウワサ                                   | 冨岡淳広            | 葛谷直行             | 葛谷直行             | 一川孝久          | 1999年 11月1日  |
| 第2話             | ラックゲート復活! のウワサ                                 | 冨岡淳広            | 葛谷直行 渡辺健一郎  | 渡辺健一郎           | 金沢比呂司        | 11月8日         |
| 第3話             | 運命の天使様は超ハンサム! のウワサ                         | 長田敏靖            | 石踊宏               | 石踊宏               | 松本勝次          | 11月15日        |
| 第4話             | カオスの森の大軍団! のウワサ                               | 藤田伸三            | 山本裕介             | 山本裕介             | 興村忠美          | 11月22日        |
| 第5話             | 美声天使はダジャレ好き!? のウワサ                          | 北条千夏            | おかざきゆきお       | おかざきゆきお       | 金沢比呂司        | 11月29日        |
| 第6話             | 曖昧模湖は大洪水! のウワサ                                 | 三浦浩児            | 松浦錠平             | 大庭秀昭             | 工藤柾輝          | 12月6日         |
| 第7話             | シャーマンカーンZ化! のウワサ                              | 冨岡淳広            | 福冨博               | 福冨博               | 大宅幸男          | 12月13日        |
| 第8話             | 次界卵を追え! 熱血感動、野球バトル! のウワサ               | 志茂文彦            | 渡辺健一郎           | 渡辺健一郎           | 金沢比呂司        | 12月20日        |
| 第9話             | 満点才如がカンニング!? のウワサ                            | 長田敏靖            | 石踊宏               | 石踊宏               | 松本勝次          | 12月27日        |
| 第10話            | 福陽気妃の大空中戦! のウワサ                               | 藤田伸三            | 山本裕介             | 山本裕介             | 山崎猛            | 2000年 1月10日  |
| 第11話            | 不運試子で不運つづき! のウワサ                             | 三浦浩児            | 秋山憲二             | おかざきゆきお       | 金沢比呂司        | 1月17日         |
| 第12話            | スター天帝愛を歌う! のウワサ                               | 志茂文彦            | 大庭秀昭             | 大庭秀昭             | 工藤柾輝          | 1月24日         |
| 第13話            | 大トロは次界卵を握る! のウワサ                             | 北条千夏            | 福冨博               | 福冨博               | 大宅幸男          | 1月31日         |
| 第14話            | 燃えよレスQ天女! のウワサ                                  | 三浦浩児            | 渡辺健一郎           | 渡辺健一郎           | 金沢比呂司        | 2月7日          |
| 第15話            | 千代子のチョコで勝負! のウワサ                             | 藤田伸三            | 石踊宏               | 石踊宏               | 松本勝次          | 2月14日         |
| 第16話            | 謎のW仏KING! のウワサ                                      | 冨岡淳広            | 山本裕介             | 山本裕介             | 山崎猛            | 2月21日         |
| 第17話            | カリスマデビルX、出現! のウワサ                            | 冨岡淳広            | 葛谷直行 福冨博      | おかざきゆきお       | 金沢比呂司        | 2月28日         |
| 第18話            | 直郭公爵は曲がれない? のウワサ                             | 志茂文彦            | 大庭秀昭             | 大庭秀昭             | 工藤柾輝          | 3月6日          |
| 第19話            | ゲー帝次界卵を書く? のウワサ                               | 長田敏靖            | 福冨博               | 福冨博               | 大宅幸男          | 3月13日         |
| 第20話            | ゼウスはふられジョーズ? のウワサ                           | 藤田伸三            | 西本由紀夫           | 渡辺健一郎           | 金沢比呂司        | 3月20日         |
| 第21話            | 金縛大魔王でしゅ! のウワサ                                 | 北条千夏            | 石踊宏               | 石踊宏               | 野田康行          | 3月27日         |
| 第22話            | 輝け! オゾン僧侶! のウワサ                                 | 冨岡淳広            | 山本裕介             | 山本裕介             | 興村忠美          | 4月3日          |
| 第23話            | 保護観音の動物王国! のウワサ                               | 三浦浩児            | 河合佐知彦           | おかざきゆきお       | 金沢比呂司        | 4月10日         |
| 第24話            | 湯あみ天女の熱すぎる恋! のウワサ                           | 北条千夏            | 大庭秀昭             | 大庭秀昭             | 工藤柾輝          | 4月17日         |
| 第25話            | 大凶魔99の攻撃! のウワサ                                   | 藤田伸三            | 福冨博               | 福冨博               | 大宅幸男          | 4月24日         |
| 第26話            | 星悪魔アズール登場! のウワサ                               | 冨岡淳広            | 石踊宏               | 石踊宏               | 松本勝次          | 5月1日          |
| 第27話            | 放火魔人がボボボのボーッ! のウワサ                         | 冨岡淳広            | 小林孝嗣             | 渡辺健一郎           | 金沢比呂司        | 5月8日          |
| 第28話            | アパ帯刀天は歯が命? のウワサ                               | 志茂文彦            | 前園文夫             | 山本裕介             | 山崎猛            | 5月15日         |
| 第29話            | バニーラ、とろけちゃう!? のウワサ                          | 長田敏靖            | 石踊宏               | いとがしんたろー     | 野田康行          | 5月22日         |
| 第30話            | ツカイステ瓶ラ、大暴走! のウワサ                           | 三浦浩児            | 大庭秀昭             | 大庭秀昭             | 工藤柾輝          | 5月29日         |
| 第31話            | 走り屋カンジーVS凹十魔! のウワサ                           | 志茂文彦            | 福冨博               | 福冨博               | 大宅幸男          | 6月5日          |
| 第32話            | 歌姫ダンディーラー! のウワサ                               | 藤田伸三            | 石踊宏               | 石踊宏               | 松本勝次          | 6月12日         |
| 第33話            | シネス皇帝、裁く! のウワサ                                 | 冨岡淳広            | 小林孝嗣             | 渡辺健一郎           | 金沢比呂司        | 6月19日         |
| 第34話            | 複写鬼、タケルをコピー? のウワサ                           | 冨岡淳広            | 山本裕介             | 山本裕介             | 興村忠美          | 6月26日         |
| 第35話            | カンジー危機一髪! のウワサ                                 | 志茂文彦            | 福冨博               | アサミマツオ         | 野田康行          | 7月3日          |
| 第36話            | 格闘王素手ア輪宮! のウワサ                                 | 三浦浩児            | 大庭秀昭             | 大庭秀昭             | 工藤柾輝          | 7月10日         |
| 第37話            | ヌル魔UFO、熱くなる! のウワサ                              | 藤田伸三            | 石踊宏               | 石踊宏               | 松本勝次          | 7月17日         |
| 第38話            | ってゆーかガングローブだしー! のウワサ                     | 長田敏靖            | 福冨博               | 福冨博               | 金沢比呂司        | 7月24日         |
| 第39話            | バカラ次界卵発見? のウワサ                                 | 北条千夏            | 小林孝嗣             | 渡辺健一郎           | 大宅幸男          | 7月31日         |
| 第40話            | 超豪華美女総出演ダンス大会! のウワサ                       | 志茂文彦            | 河合佐知彦           | 山本裕介             | 興村忠美          | 8月7日          |
| 第41話            | 流感マダム青い誘惑のウワサ                                 | 三浦浩児            | 西本由紀夫           | いとがしんたろー     | 金沢比呂司        | 8月14日         |
| 第42話            | コーラルはプリンセス? のウワサ                             | 冨岡淳広            | 石踊宏               | 石踊宏               | 松本勝次          | 8月21日         |
| 第43話            | 食いだおれ朱烈男爵! のウワサ                               | 藤田伸三            | 大庭秀昭             | 大庭秀昭             | 工藤柾輝          | 8月28日         |
| 第44話            | ポーチのふくらむ夢! のウワサ                               | 久保寺岳            | 福冨博               | 福冨博               | 金沢比呂司        | 9月4日          |
| 第45話            | ピンゾロゾロゾロ? のウワサ                                 | 志茂文彦            | 小林孝嗣             | 渡辺健一郎           | 野田康行          | 9月11日         |
| 第46話            | ダジャレ王ゼウス! のウワサ                                 | 北条千夏            | 一川孝久             | アサミマツオ         | 山崎猛            | 9月18日         |
| 第47話            | 動ピングラマー秘密のお薬! のウワサ                         | 三浦浩児            | 石踊宏               | 石踊宏               | 松本勝次          | 9月25日         |
| 第48話            | 傷だらけのヘッドロココ! のウワサ                           | 冨岡淳広            | 大庭秀昭             | 大庭秀昭             | 工藤柾輝          | 10月2日         |
| 第49話            | バカラ死す! のウワサ                                       | 冨岡淳広            | 日色如夏             | いとがしんたろー     | 金沢比呂司        | 10月9日         |
| 第50話            | 武装翔束（タクティカルウィング）タケル! のウワサ           | 冨岡淳広            | 小林孝嗣             | 渡辺健一郎           | 一川孝久 山崎猛   | 10月16日        |
| 第51話            | 千里ゴーグルOFF! のウワサ                                  | 冨岡淳広            | 福冨博               | 福冨博               | 興村忠美          | 10月23日        |
| 第52話            | 最後の戦い! のウワサ                                       | 冨岡淳広            | 石踊宏               | 石踊宏               | 野田康行          | 10月30日        |
| 第53話 （総集編） | 福陽気妃（ふくちゃん）2000!? のウワサ                      | 久保寺岳            | 山本裕介（構成演出） | 山本裕介（構成演出） | 藤川良子          | 11月6日         |
| 凶悪魔編          |                                                            |                     |                      |                      |                   |                 |
| 第54話            | 新たなる危機! 凶悪魔飛来!? のウワサ                        | 冨岡淳広            | 葛谷直行             | アサミマツオ         | 飯田清貴          | 2000年 11月13日 |
| 第55話            | 出撃! チームゼウス結成! のウワサ                           | 冨岡淳広            | 渡辺健一郎           | 渡辺健一郎           | 一川孝久          | 11月20日        |
| 第56話            | 糖衣嬢，まぶたの父! のウワサ                               | 志茂文彦            | 山本裕介             | 山本裕介             | 興村忠美          | 11月27日        |
| 第57話            | ついに登場! 運命の天使さま! のウワサ                       | あすか正太          | 石踊宏               | 石踊宏               | 松本勝次          | 12月4日         |
| 第58話            | 暗殺天使・千舞道士! のウワサ                               | 冨岡淳広            | えがみきよし         | えがみきよし         | 工藤柾輝          | 12月11日        |
| 第59話            | バカラVS特別海賊! のウワサ                                 | 志茂文彦            | 河合佐知彦           | アサミマツオ         | 飯田清貴 大宅幸男 | 12月18日        |
| 第60話            | 福ちゃん大変でーす! のウワサ                               | 冨岡淳広            | 石踊宏               | 渡辺健一郎           | 一川孝久 山崎猛   | 12月25日        |
| 第61話            | 激突! 凶栄神ノクス! のウワサ                               | 冨岡淳広            | 山本裕介             | 山本裕介             | 野田康行          | 2001年 1月8日   |
| 第62話            | 涙の各益天女! のウワサ                                     | あすか正太 冨岡淳広 | 石踊宏               | 石踊宏               | 松本勝次          | 1月15日         |
| 第63話            | 幻次界王マルコネオン! のウワサ                             | 志茂文彦            | えがみきよし         | えがみきよし         | 工藤柾輝          | 1月22日         |
| 第64話            | カンジーの一番長い日! のウワサ                             | あすか正太          | 福島一三             | 森脇真琴             | 大宅幸男          | 1月29日         |
| 第65話            | 転身! 星騎使タケル! のウワサ                               | 冨岡淳広            | 石踊宏               | 渡辺健一郎           | 飯田清貴          | 2月5日          |
| 第66話            | 再会! アズール対タケルのウワサ                             | 冨岡淳広            | 山本裕介 石踊宏      | 山本裕介             | 興村忠美          | 2月12日         |
| 第67話            | 邪伝子カリユガイストの恐怖! のウワサ                       | 冨岡淳広            | 石踊宏               | 石踊宏               | 松本勝次          | 2月19日         |
| 第68話            | 過去（アズール）・現在（ダーツ）・未来（タケル）! のウワサ | 冨岡淳広            | -                    | -                    | -                 | 2月26日         |

- 次回予告は、第52話までは放送内容をイメージした映像を流し、ナレーションは次回のサブタイトルだけ放送、担当者は主にタケルが担当し、締めの定型文句は「見てくれよな！」だが、回によっては別のキャラが担当、締めもキャラにより異なる（第5話の防水下降担当時では「見ていーか」、第12話の回転スッチー担当時では「見るッチ―」）。第53話からは次回ハイライトシーンと回替わりのキャラによるナレーションで構成したオーソドックスな予告に変わった。

## 放送局
| 対象地域      | 放送局             | 放送期間                       | 放送日時                              | 系列           | 備考     |
| ------------- | ------------------ | ------------------------------ | ------------------------------------- | -------------- | -------- |
| 関東広域圏    | テレビ東京         | 1999年11月1日 - 2001年2月26日  | 月曜 18:30 - 19:00                    | テレビ東京系列 | 製作局   |
| 北海道        | テレビ北海道       | 1999年11月1日 - 2001年2月26日  | 月曜 18:30 - 19:00                    | テレビ東京系列 |          |
| 愛知県        | テレビ愛知         | 1999年11月1日 - 2001年2月26日  | 月曜 18:30 - 19:00                    | テレビ東京系列 |          |
| 大阪府        | テレビ大阪         | 1999年11月1日 - 2001年2月26日  | 月曜 18:30 - 19:00                    | テレビ東京系列 |          |
| 岡山県 香川県 | テレビせとうち     | 1999年11月1日 - 2001年2月26日  | 月曜 18:30 - 19:00                    | テレビ東京系列 |          |
| 福岡県        | TVQ九州放送        | 1999年11月1日 - 2001年2月26日  | 月曜 18:30 - 19:00                    | テレビ東京系列 | [ 注 2 ] |
| 岩手県        | テレビ岩手         | 不明                           | 月曜 16:00 - 16:30                    | 日本テレビ系列 |          |
| 宮城県        | 仙台放送           | 不明                           | 木曜 15:30 - 16:00                    | フジテレビ系列 |          |
| 秋田県        | 秋田放送           | 不明                           | 火曜 15:55 - 16:25                    | 日本テレビ系列 |          |
| 山形県        | 山形放送           | 不明                           | 木曜 16:30 - 17:00                    | 日本テレビ系列 |          |
| 福島県        | 福島テレビ         | 不明                           | 月曜 15:30 - 16:00                    | フジテレビ系列 |          |
| 新潟県        | 新潟放送           | 1999年11月12日 - 不明          | 金曜 16:00 -                          | TBS系列        |          |
| 富山県        | チューリップテレビ | 1999年11月12日 - 2001年5月4日  | 金曜 16:27 - 17:00                    | TBS系列        |          |
| 石川県        | 石川テレビ         | 1999年11月10日 11月17日 - 不明 | 水曜 15:30 - 16:00 水曜 16:30 - 17:00 | フジテレビ系列 |          |
| 長野県        | 長野放送           | 不明                           | 月曜 16:00 - 16:30                    | フジテレビ系列 |          |
| 静岡県        | テレビ静岡         | 不明                           | 金曜 16:29 - 16:56                    | フジテレビ系列 |          |
| 三重県        | 三重テレビ         | 不明                           | 不明                                  | 独立局         |          |
| 京都府        | KBS京都            | 不明                           | 日曜 12:00 - 12:30                    | 独立局         |          |
| 愛媛県        | 南海放送           | 不明                           | 金曜 16:55 - 17:25                    | 日本テレビ系列 |          |
| 長崎県        | 長崎国際テレビ     | 不明                           | 金曜 16:55 - 17:25                    | 日本テレビ系列 |          |
| 熊本県        | 熊本放送           | 1999年11月14日 - 2001年3月25日 | 日曜 6:00 - 6:30                      | TBS系列        |          |
| 鹿児島県      | 鹿児島テレビ       | 不明                           | 不明                                  | フジテレビ系列 |          |
| 沖縄県        | 沖縄テレビ         | 不明                           | 不明                                  | フジテレビ系列 |          |

## 集中豪無編
三つの世界が合併した「虹天銀河」が生じてから27年。突如として空間が消滅する「集中豪無」現象により世界は再び存亡の危機を迎える。「集中豪無」に巻き込まれたデミアンとフシールは、「無間冥王獄」でアズールと出会い、その原因があるという70年前、新紀元和合1960年に旅立つ。そこで明かされる「集中豪無」の原因と『ビックリマン2000』という世界の起源。『スーパービックリマン』と本作を繋ぎ、現代と過去が交差して未来を織り成す物語が始まる。

## 関連商品

### CD
さぁ行こう!
松崎しげるが歌う第一期オープニングテーマ「さぁ行こう!」と、バカラ称え隊によるエンディングテーマ「バカラのマーチ」を収録したシングルCD。2000年3月18日に日本コロムビアから発売。
戦使達の翼
COAによる第二期オープニングテーマ「戦使達の翼」と、堀江美都子が歌うエンディングテーマ「僕らの宝箱」を収録したシングルCD。2000年12月21日に日本コロムビアから発売。
ビックリマン2000 音楽集 お宝CD? のウワサ
日本コロムビアから発売。一期のオープニングなどの一部テーマソングとBGMを収録したアルバムになっている。

### ゲーム
ビックリマン2000 ビバ! フェスチバァ!
2000年5月2日にセガトイズから発売されたドリームキャスト用ゲーム。ジャンルはバラエティエンタテイメント。内容はミニゲーム集になっている。
ビックリマン2000 ビバ! ポケットフェスチバァ!
ネオジオポケットカラー専用ソフト。
ビックリマン2000 チャージングカードGB
2000年5月26日にイマジニアから発売されたゲームボーイカラー専用ソフト。
この他ドリームキャストにて「ビックリマン2000 仮名レオン斬帝の陰謀」の発売も予定されていたが中止となっている。ジャンルはアクションRPGとなる予定だった。

### パチンコ
マルホン工業から『CRビックリマン2000』と題してパチンコ化されている。図柄がシールになっており、リーチアクションなどの演出にアニメやシールのキャラクターが登場しているが、キャストは全て異なる。主題歌「さぁ行こう」を歌っているのはゼウス役のトニーヒロタ。